# 파에스툼
파에스툼(Paestum)은 마그나 그라이키아에 속한 티레니아해 연안의 고대 도시이다. 파에스틈 유적에는 기원전 600년에서 기원전 450년 사이에 도리스 양식으로 지어진 세 개의 신전이 잘 보존되어 있으며, 여러 건물의 기단부, 도시의 성벽, 원형 경기장, 포장도로 유적이 광범위하게 분포하고 있다. 유적지는 개방되어 있으며, 박물관이 있어 도시에서 발견된 유물과 셀레 유적에서 발견된 유물을 함께 전시하고 있다.
도시를 처음 세웠을 당시의 이름은 포세이도니아(Poseidonia)였다. 이후 루카니인들에게 정복당했으며, 고대 로마에 복속되었다. 루카니인들은 도시를 파이스토스(Paistos)로 불렀고, 로마인들이 현재의 이름으로 부르게 되었다. 그러나 파에스툼은 중세 초기에 버려졌고, 18세기까지 폐허로 방치되었다.
유적지는 이탈리아 캄파니아주 살레르노도의 카파초에 속한 파에스툼 프라치오네에 위치한다.

## 고대 유적

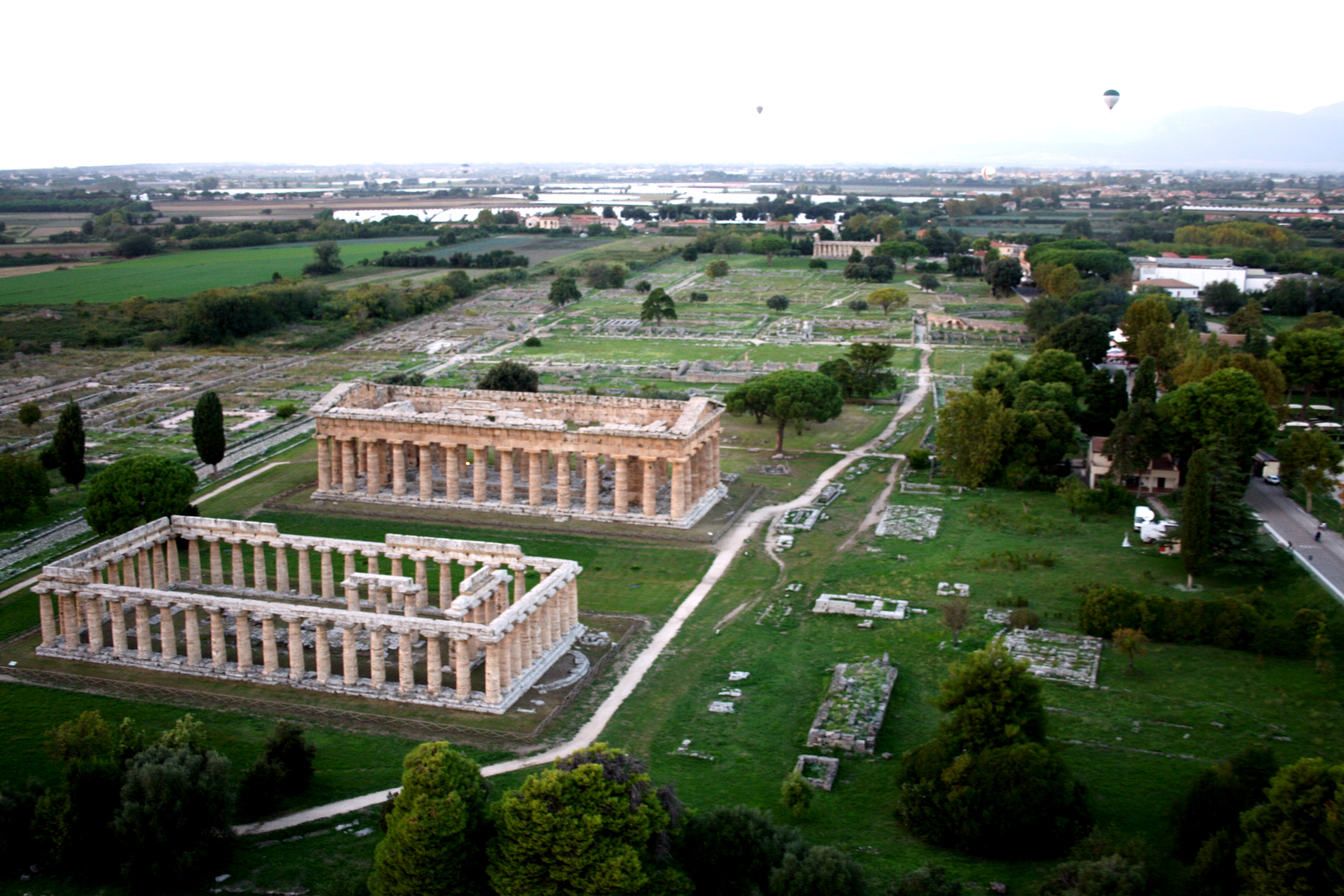
남동쪽에서 본 파에스툼. 앞의 두 헤라 신전과, 뒤의 아테나 신전, 오른쪽의 박물관이 보인다.

파에스툼에서 가장 유명한 것은 기원전 550년에서 기원전 450년 사이에 도리스 양식으로 건축된 세 개의 고대 그리스 신전이다. 열주를 이루는 육중한 기둥에는 엔타시스(배흘림 기둥)가 확연하게 표현되어 있으며, 주두는 뒤집힌 버섯처럼 넓은 형태이다. 두 번째 헤라 신전에는 엔타블러처가 대부분 남아있지만, 다른 두 신전에는 아키트레이브만 있다.
이 신전들은 18세기에는 바실리카나 케레스 신전 등으로 잘못 알려졌지만, 이후 헤라, 아테나, 포세이돈을 섬겼던 것으로 확인되었다. 이 중 두 헤라 신전은 바로 옆에 있지만, 아테나 신전은 외떨어져 있다. 다른 신전들도 있었지만, 보존 상태는 좋지 않다. 파에스툼은 대리석 산지에서 거리가 멀기 때문에, 신전에는 부조 장식보다는 채색 장식이 주로 활용되었다. 채색한 테라코타를 건물 장식에 활용하기도 하였으며, 그 중 일부를 박물관에서 전시하고 있다.
파에스툼의 고대 도시 유적지는 120헥타르 가량이지만, 세 개의 신전과 주요 건물군을 포함하는 25헥타르 가량만이 발굴되었다. 나머지 95헥타르는 사유지로, 조사가 이루어지지 않은 상태이다. 도시는 길이 4750m, 두께 5-7m, 높이 15m 가량의 성벽으로 둘러싸여 있다. 성벽에는 28개의 사각형, 원형 망루가 있었던 것으로 추정되지만, 18세기에 건설한 도로가 유적지를 양분하면서 지금은 24개가 남아있다.
중세 이후 도시 유적지 중심부에서는 건축 활동이 전혀 없었기 때문에, 유적지에서 상당량의 석재가 반출되었음에도 많은 건물들의 기단부를 확인할 수 있으며, 포장도로도 그대로 남아있다. 도시의 설립자를 기리기 위하여 지은 헤로온이 발견되었으며, 발견된 유물은 박물관에 전시되어 있다. 성벽 밖에서는 많은 수의 무덤이 발굴되기도 하였다.

### 세 개의 그리스 신전
첫 번째 헤라 신전은 기원전 550년 경에 그리스인들이 지은 것으로, 파에스툼에서 가장 오래된 신전이다. 18세기의 고고학자들은 이것을 고대 로마의 건물로 잘못 판단하여 바실리카로 추정하였다.
이후 신전에 새겨진 글귀나 테라코타 조각을 확인한 결과 헤라를 섬겼던 신전으로 밝혀졌다. 또한 신전 앞에서 제단이 발굴되어, 일반적인 그리스 신전처럼 야외에서 제물을 바치고 종교 의식을 거행한 것으로 추정된다.
신전의 기둥에는 엔타시스가 강하게 나타나 있어서 초기 양식을 잘 드러내고 있으며, 몇몇 주두에서는 채색했던 흔적이 남아있다. 이 신전은 보통의 그리스 신전보다는 좌우로 넓은 편인데, 켈라 가운데에 기둥 일곱 개를 세우고 두 개의 문을 달았기 때문이다. 이는 신전에 두 신을 함께 모셨기 때문인 것으로 보인다. 긴 면에는 18개의 기둥을 세웠는데, 기둥이 문을 가리지 않도록 짧은 면에는 홀수인 9개의 기둥을 세운 것 또한 특이한 점이다.
두 번째 헤라 신전은 기원전 460년에서 기원전 450년 경에 지어졌다. 헤라 신전의 바로 북쪽에 위치한다. 예전에는 포세이돈 신전으로 잘못 알려졌다. 일반적인 신전의 기둥 세로홈은 20개지만 이 신전의 기둥 세로홈은 24개이며, 기둥이 굵고 기둥의 간격이 좁은 편이다. 신전에서는 제우스 및 다른 신들을 섬기기도 하였다. 신전의 동쪽에는 큰 제단과 작은 제단이 하나씩 남아있는데, 로마 시대에 기존의 큰 제단 자리로 포룸으로 가는 길이 지나가게 되면서 작은 것을 새로 만든 것이다.
유적지의 북쪽 가장 높은 곳에는 기원전 500년 경에 지어진 아테나 신전이 있다. 예전에는 케레스 신전으로 잘못 알려졌다. 과도기 양식의 신전으로, 이오니아 양식과 도리스 양식이 함께 나타난다. 바닥에는 세 개의 중세 기독교식 무덤이 있어서, 중세에는 교회당으로 사용되었던 것으로 보인다.

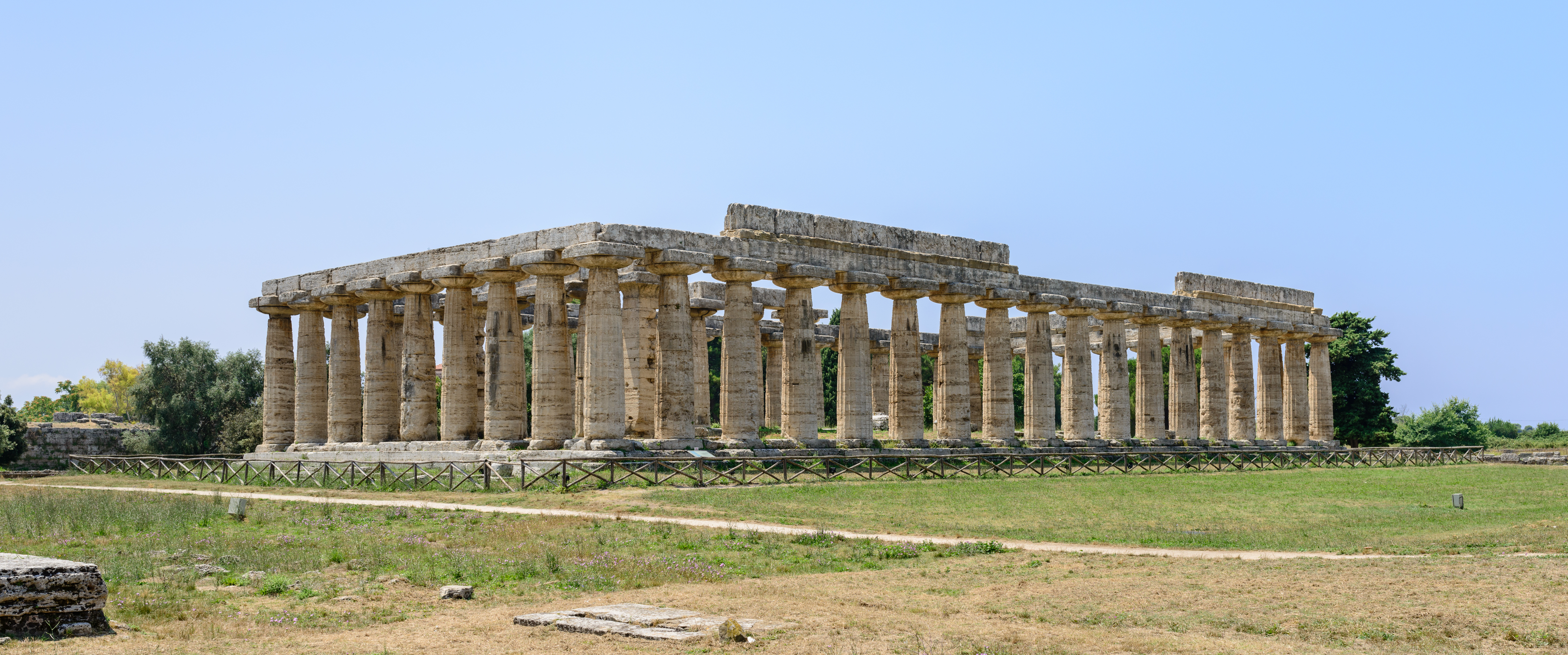
첫 번째 헤라 신전, 기원전 550년
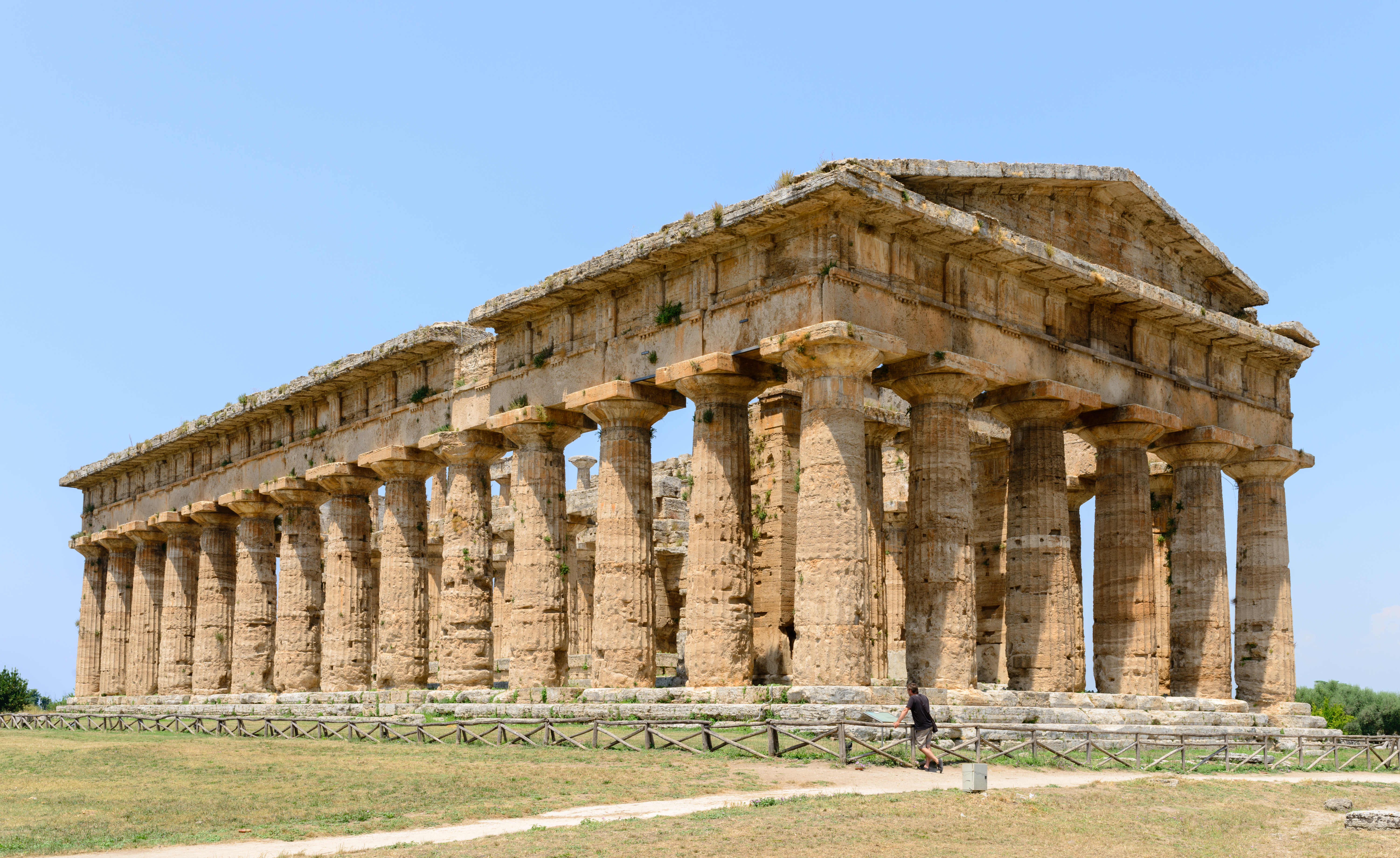
두 번째 헤라 신전, 기원전 450년
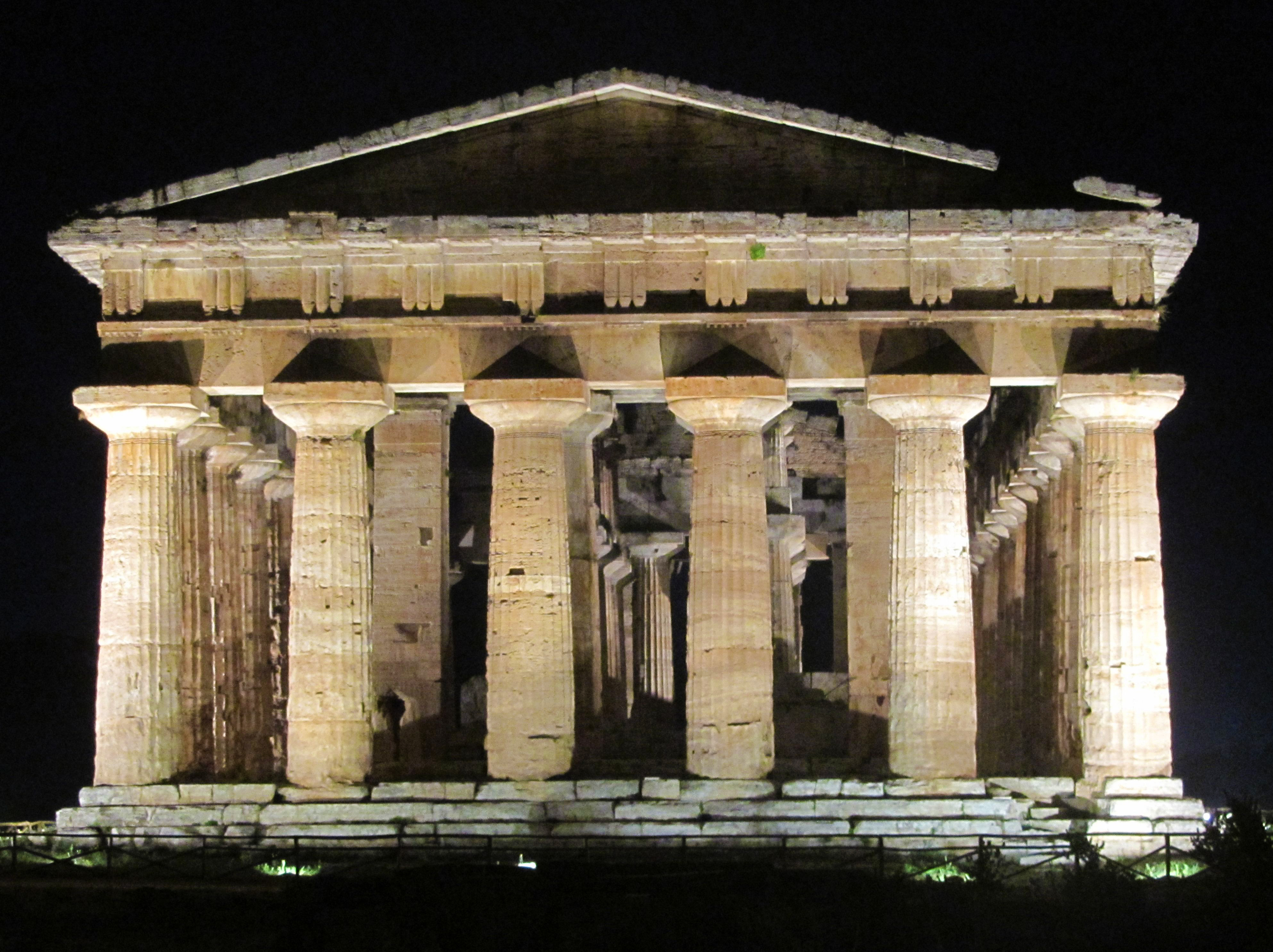
두 번째 헤라 신전의 야경
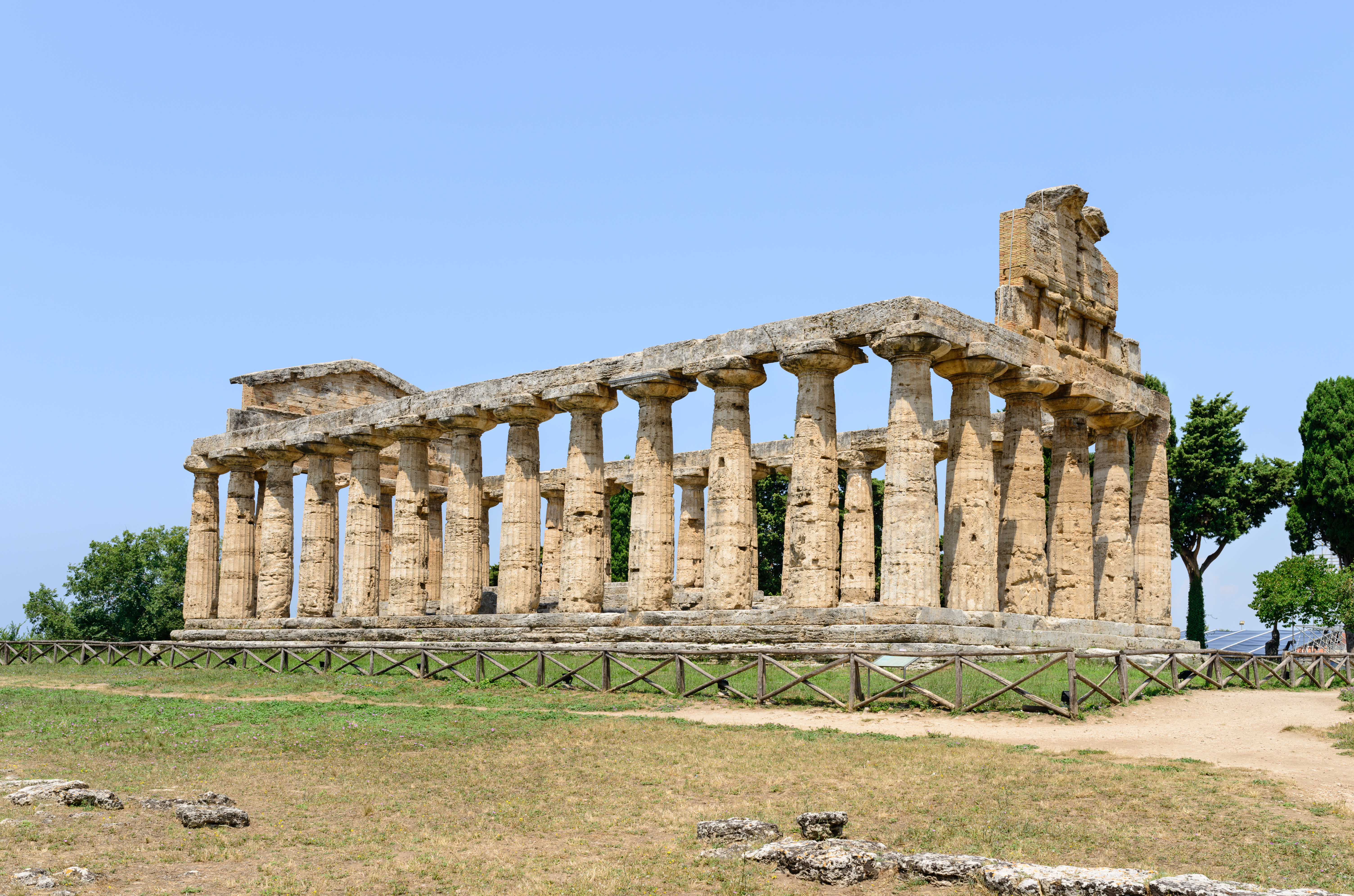
아테나 신전, 기원전 500년

### 그 외의 유적

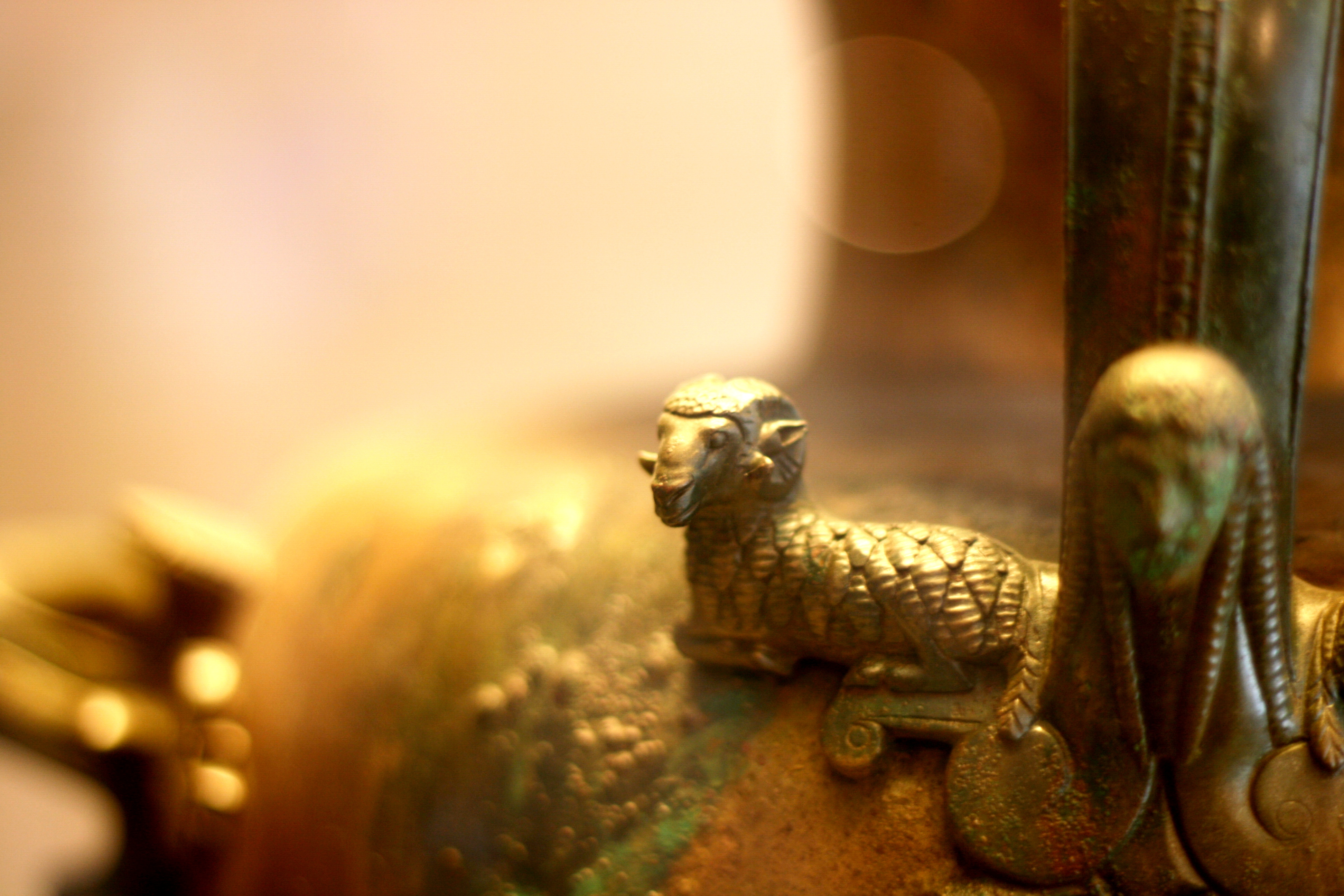
헤로온에서 발견된 청동병의 양과 여인 장식

유적지 중심부에는 아고라를 계승한 것으로 보이는 포룸이 있다. 포룸의 북쪽에는 기원전 200년 경에 지어져 카피톨리누스 삼신인 유노, 유피테르, 미네르바를 모신 작은 로마 신전이 있다.
포룸의 북동쪽에는 작은 원형극장이 있는데, 서쪽 절반은 보존되어 있으나 동쪽 절반은 1930년에 유적지를 지나는 도로를 놓으면서 훼손되었다. 계단식 좌석으로 이루어진 작은 집회소도 있었는데, 불레우테리온(bouleuterion)이나 에클레시아스테리온(ekklesiasterion)으로 추정된다. 집회소에는 지붕은 없었지만, 아케이드가 있는 벽으로 둘러싸여 있었을 것으로 보인다. 그러나 이미 로마 시대에는 기능을 잃고 흙으로 메워졌다.
포룸과 아테나 신전 인근의 헤로온(heroon)은 신원미상인 도시의 설립자를 기리기 위해 만든 것으로 보이며, 그의 사후 백여 년 뒤에 만들어진 것으로 보인다. 헤로온은 중앙부에 큰 석판으로 사각형의 돌방을 만들고 경사지붕을 만든 뒤 낮은 봉분을 쌓은 형태이다. 1954년에 돌방을 발굴 조사한 이후, 절반은 땅 속에 있고, 절반은 땅 위에 드러난 형태로 남아있다. 그 안에서는 꿀을 담은 흔적이 남아있는 크고 인상적인 수입산 청동병, 기원전 520년에서 기원전 500년 경에 만들어진 아테나 그림을 그린 대형 흑회식 암포라 등이 출토되어 박물관에 전시되고 있다.

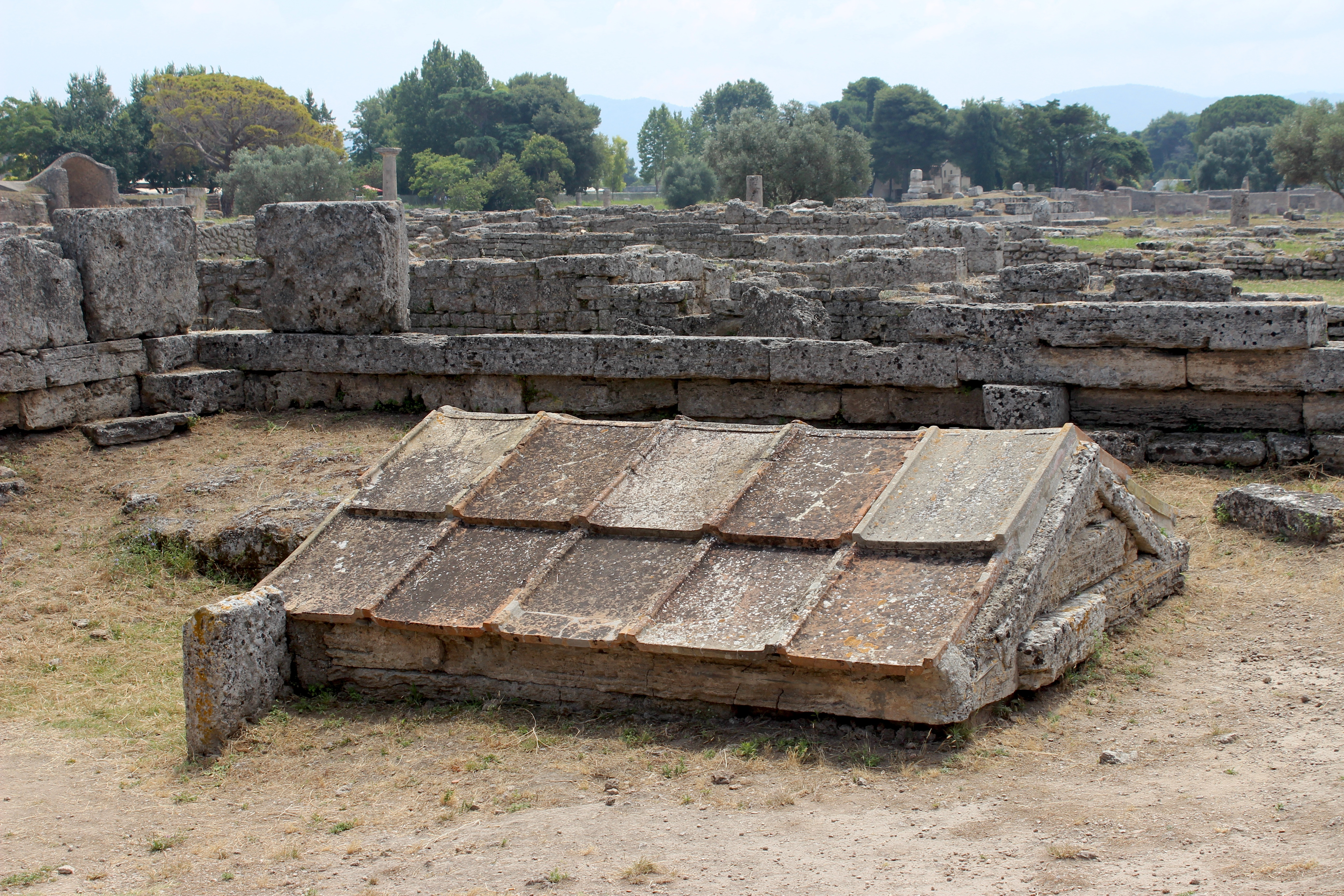
복토를 제거한 뒤 드러난 헤로온의 지붕
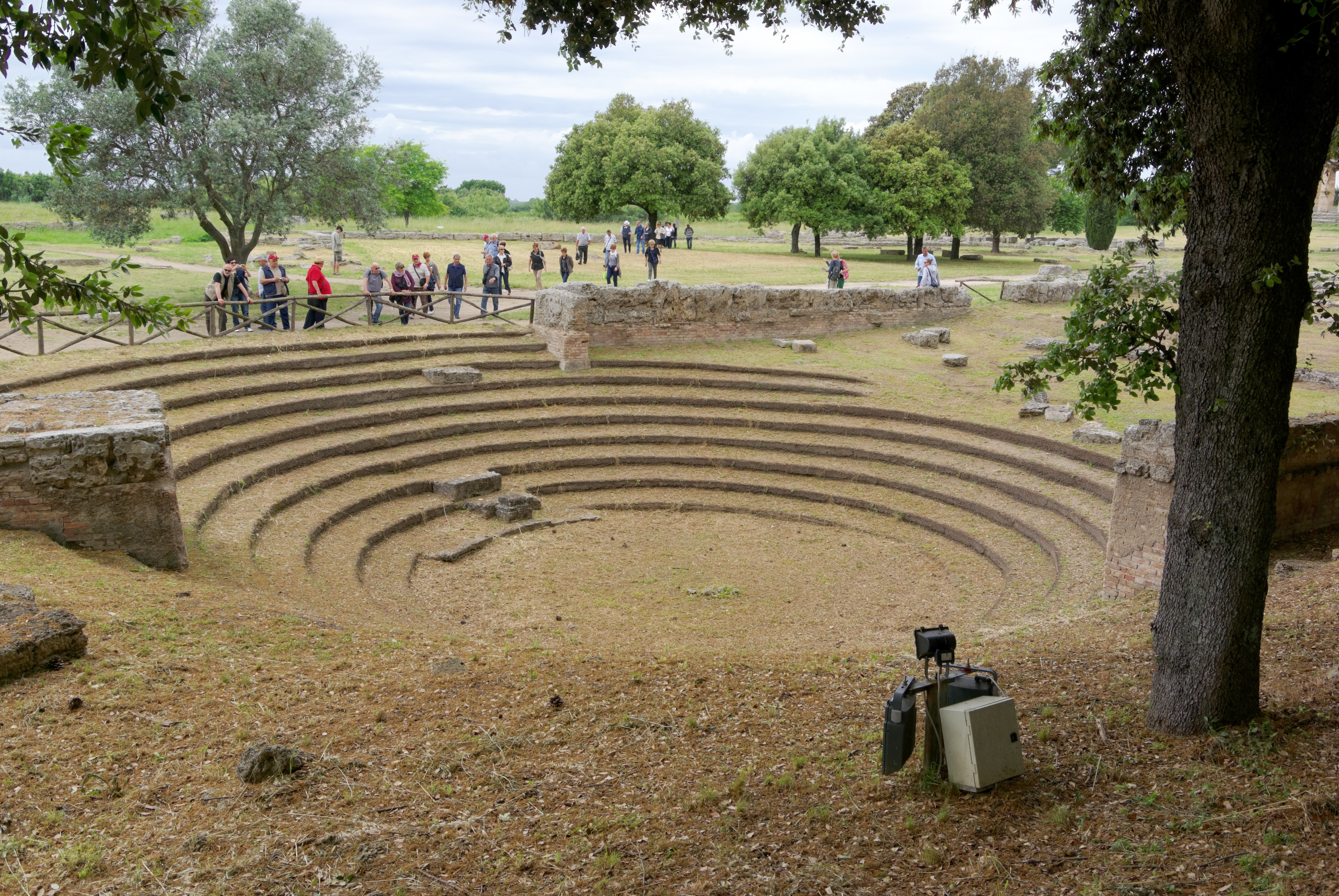
집회소
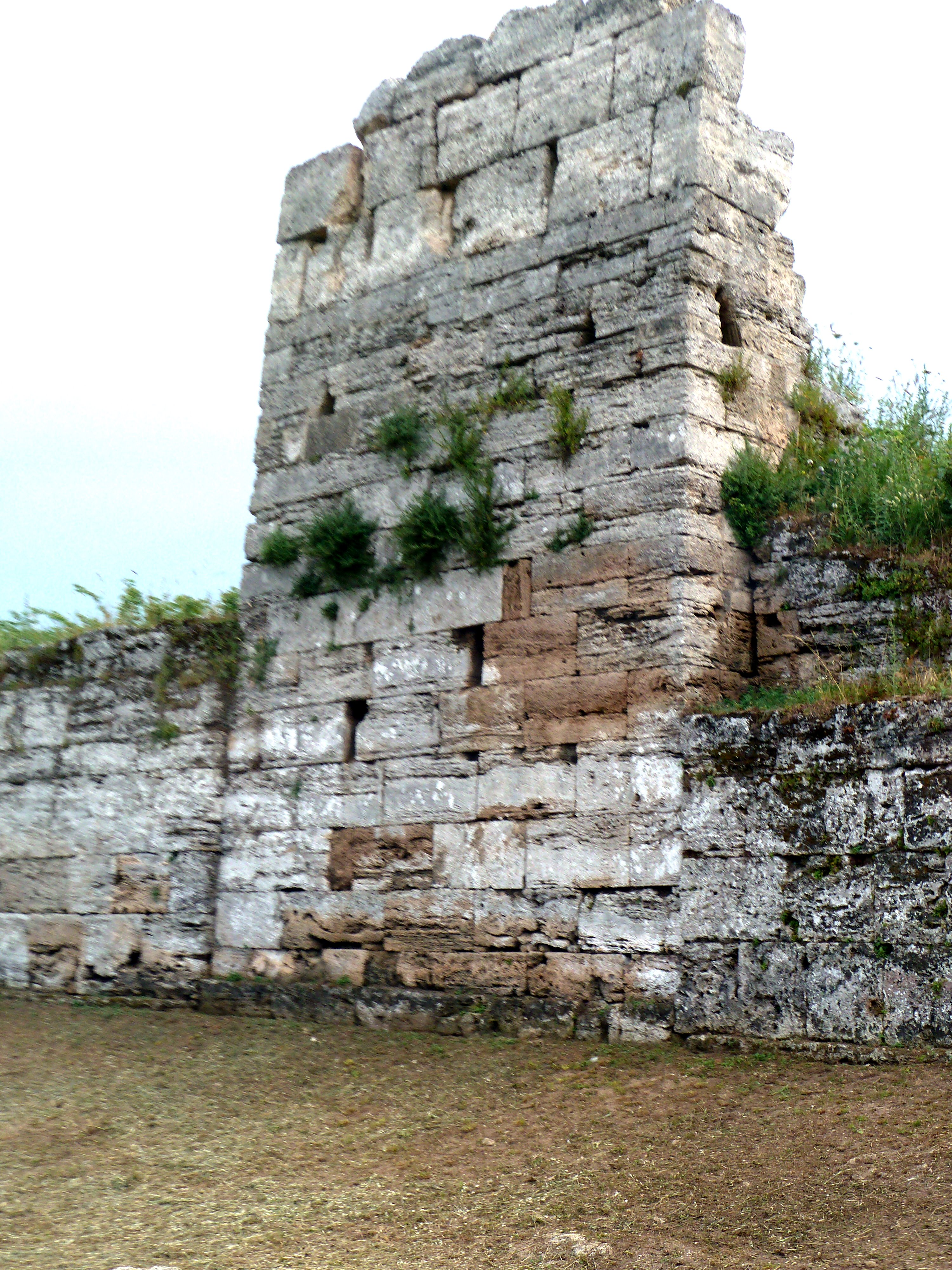
성벽의 망루
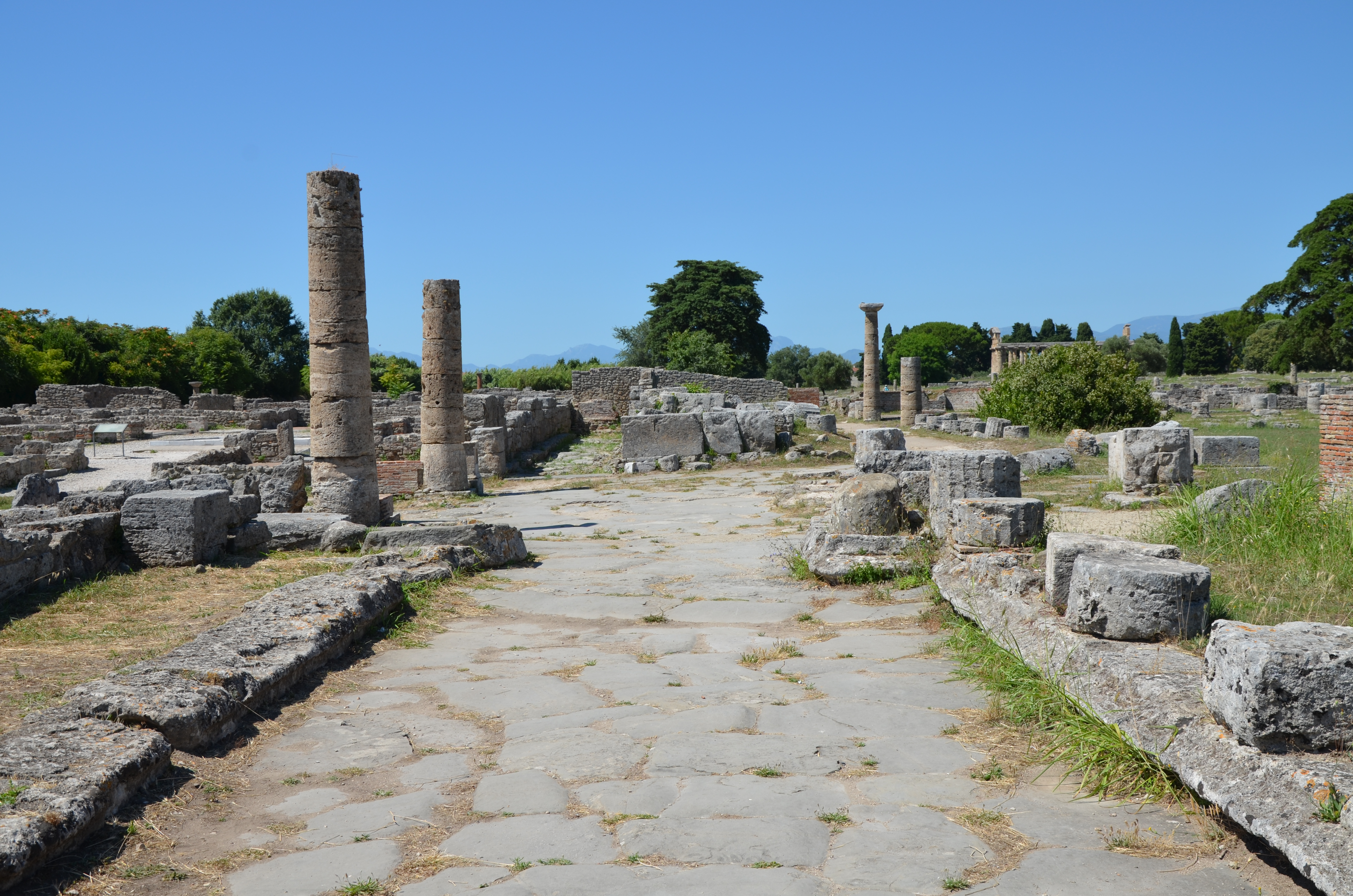
로마 시대의 중심 가로인 비아 사크라

### 고분 벽화

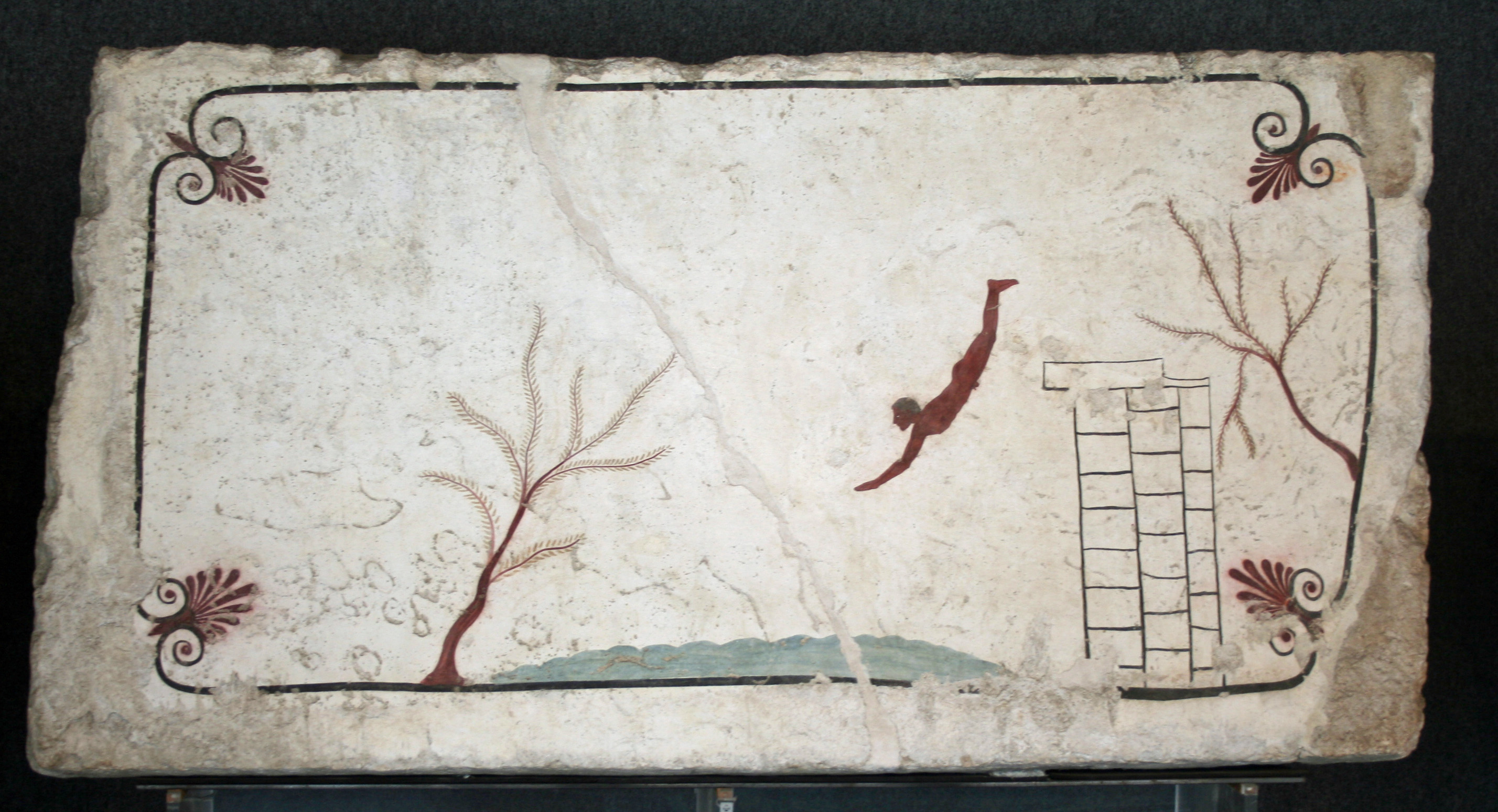
무덤 천장의 다이빙하는 사람, 기원전 470년

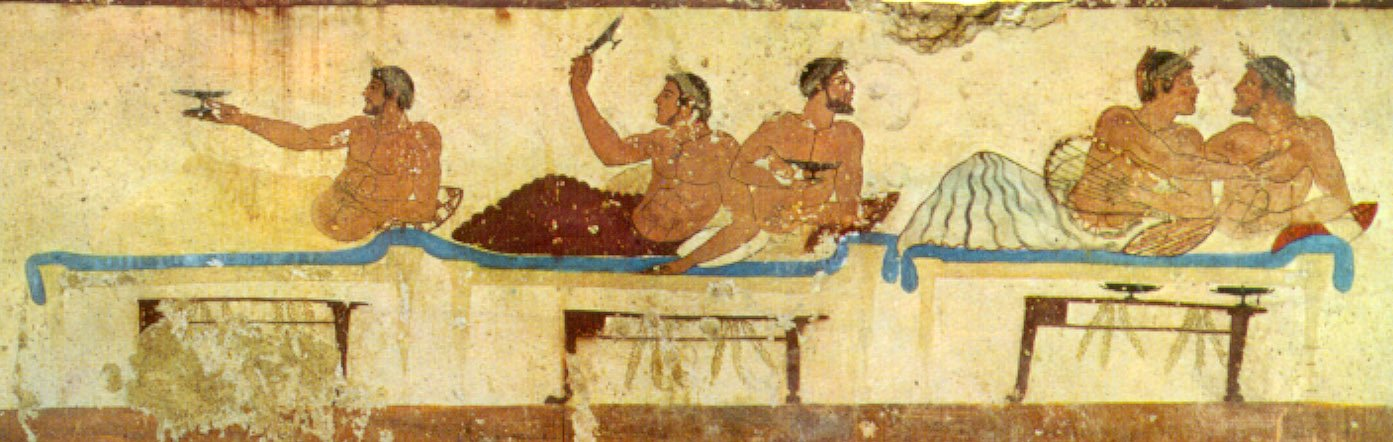
무덤 북쪽 벽의 심포지엄

파에스툼은 고분 벽화로도 유명하다. 대부분은 루카니인이 지배하던 시기의 것이지만 단 하나는 그리스 시기의 것으로, 이것이 가장 유명한 무덤인 다이빙하는 사람의 무덤(이탈리아어: Tomba del tuffatore)이다. 흐르는 물 속으로 다이빙하는 젊은 남성을 묘사한 무덤 천장의 벽화에서 이름을 따온 이 무덤은 파에스툼의 황금 시대인 기원전 470년 경에 만든 것으로 보인다. 이 무덤은 1968년 6월 3일에 파에스툼 성벽에서 남쪽으로 약 1.5 km 떨어진 네크로폴리스에서 발견되었으며, 고분 벽화는 국립 파에스툼 고고학 박물관으로 옮겨져 전시되고 있다. 이 무덤은 기원전 700년에서 기원전 400년 사이의 동방화 시기, 고졸기 고전기를 통틀어 발견된 수천 기의 그리스 무덤 중 유일하게 프레스코 인물화가 발견되었다는 점에서 매우 큰 중요성을 갖는다.
무덤 천장을 제외한 나머지 네 벽면에는 주로 그리스 채색 도기에 널리 그려진 심포지엄 장면이 그려져 있다. 다섯 개의 벽화가 모두 박물관에 전시되어 있는데, 함께 전시된 루카니인들의 고분 벽화는 그리스 시기의 벽화와는 달리 말이나 마상경기의 비중이 높아 대조를 이루고 있다.

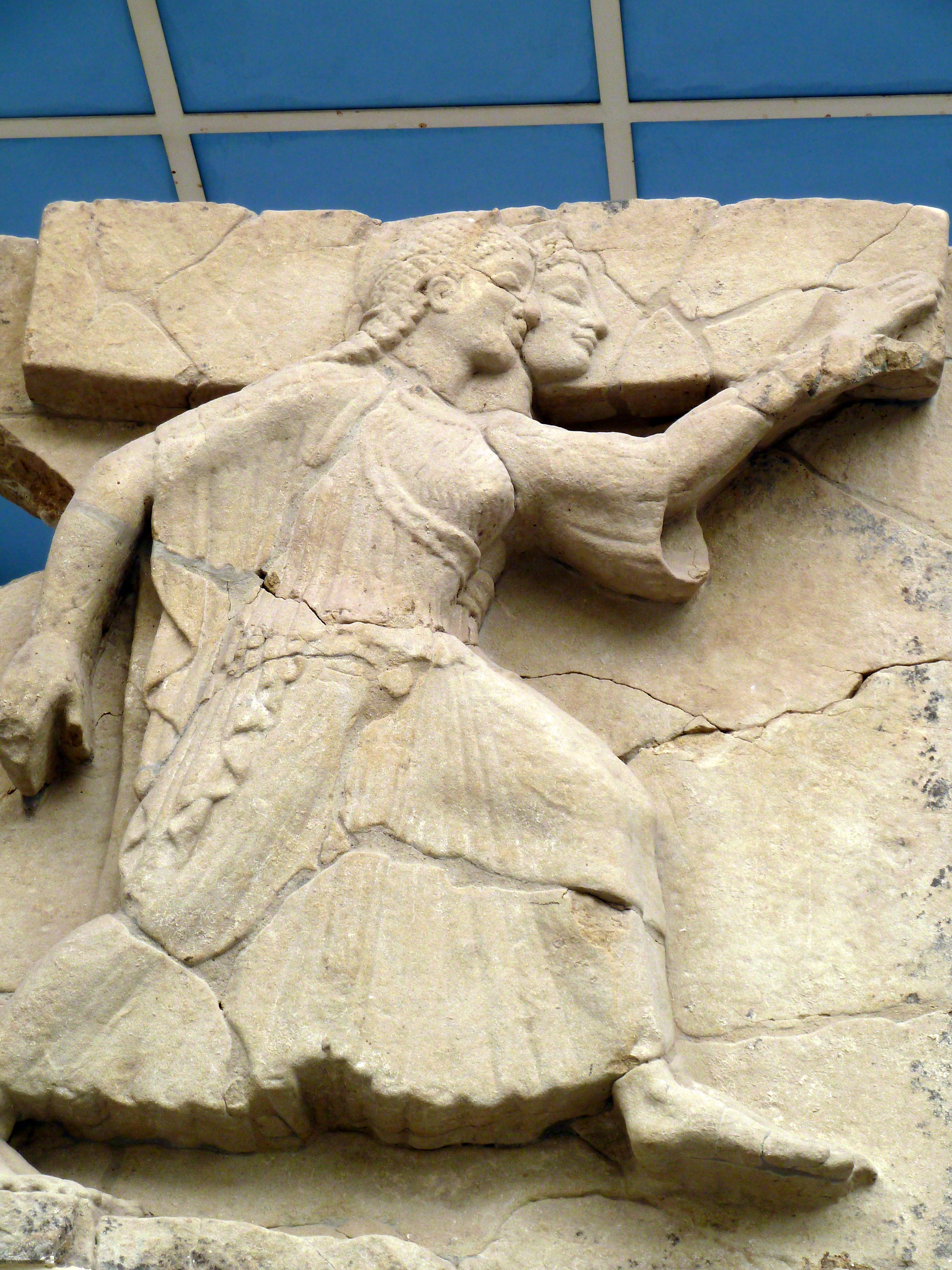
셀레 신전의 달리는 두 여인 메토프, 기원전 510년

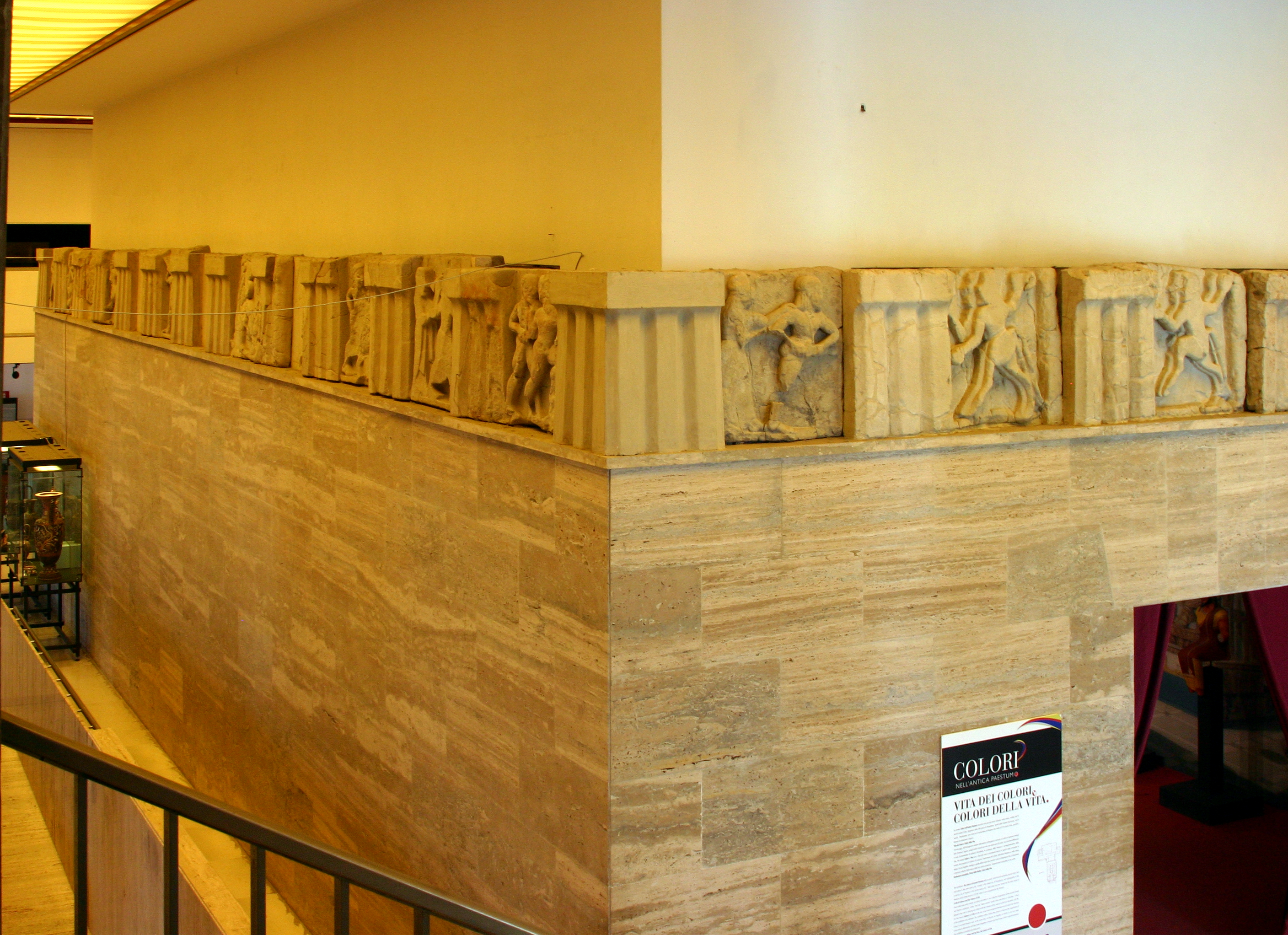
셀레 신전의 트리글리프와 메토프, 파에스툼 국립 고고학 박물관

### 셀레 유적
파에스툼에서 북쪽으로 약 9 km 떨어진 셀레 강 하구(이탈리아어:Foce del Sele)에는 헤라를 모시는 신전들이 있었다. 그러나 신전은 모두 파괴되었고, 다른 건물들 또한 흔적만이 약간 남아있을 뿐이다. 발굴 조사 결과 셀레 유적지에서 고졸기 그리스 시대의 신전을 장식한 조각판인 메토프 70개를 발견하였다. 메토프는 두 종류로 구분되는데, 기원전 510년에 만든 것들은 한 쌍의 달리는 여인들을 묘사하고 있으며, 그보다 오래된 38개의 메토프는 헤라클레스의 생애를 묘사하였다. 헤라클레스의 생애를 묘사한 초기의 메토프는 파에스툼 박물관 중앙의 벽을 빙 둘러서 원래의 높이에 전시되어 있다.
셀레 유적지에도 나란테 박물관(museo narrante)이 있어 영상 전시를 하고 있지만, 유물 진품은 모두 파에스툼 국립 고고학 박물관으로 옮겨져 보관하고 있다.

### 파에스툼의 유물
국립 파에스툼 고고학 박물관에서 가장 많은 유물을 보유하고 있지만, 유적지가 체계적으로 관리되기 이전에는 많은 유물이 반출되어 세계 각지에 파에스툼 유물이 흩어져 있다. 특히 스페인 마드리드의 스페인 국립 고고학 박물관에서는 로마 시대의 리비아와 티베리우스 조각상, 다수의 도기류 등 많은 유물을 보유하고 있다. 루브르 박물관에서도 채색 도기를 다수 소장하고 있으며, 베를린 고고학 컬렉션, 로스앤젤레스 카운티 미술관 등 유럽과 미국의 여러 박물관에서 파에스툼 유물을 소장하고 있다.
채색 도기의 경우, 기원전 4세기부터 여러 제작자들이 만들었는데, 제작자의 이름은 대부분 알 수 없다. 도시 인근의 무덤이나 들판에서 주로 발견되었으며, 도시에서 제작이 이루어졌던 것으로 추정된다.

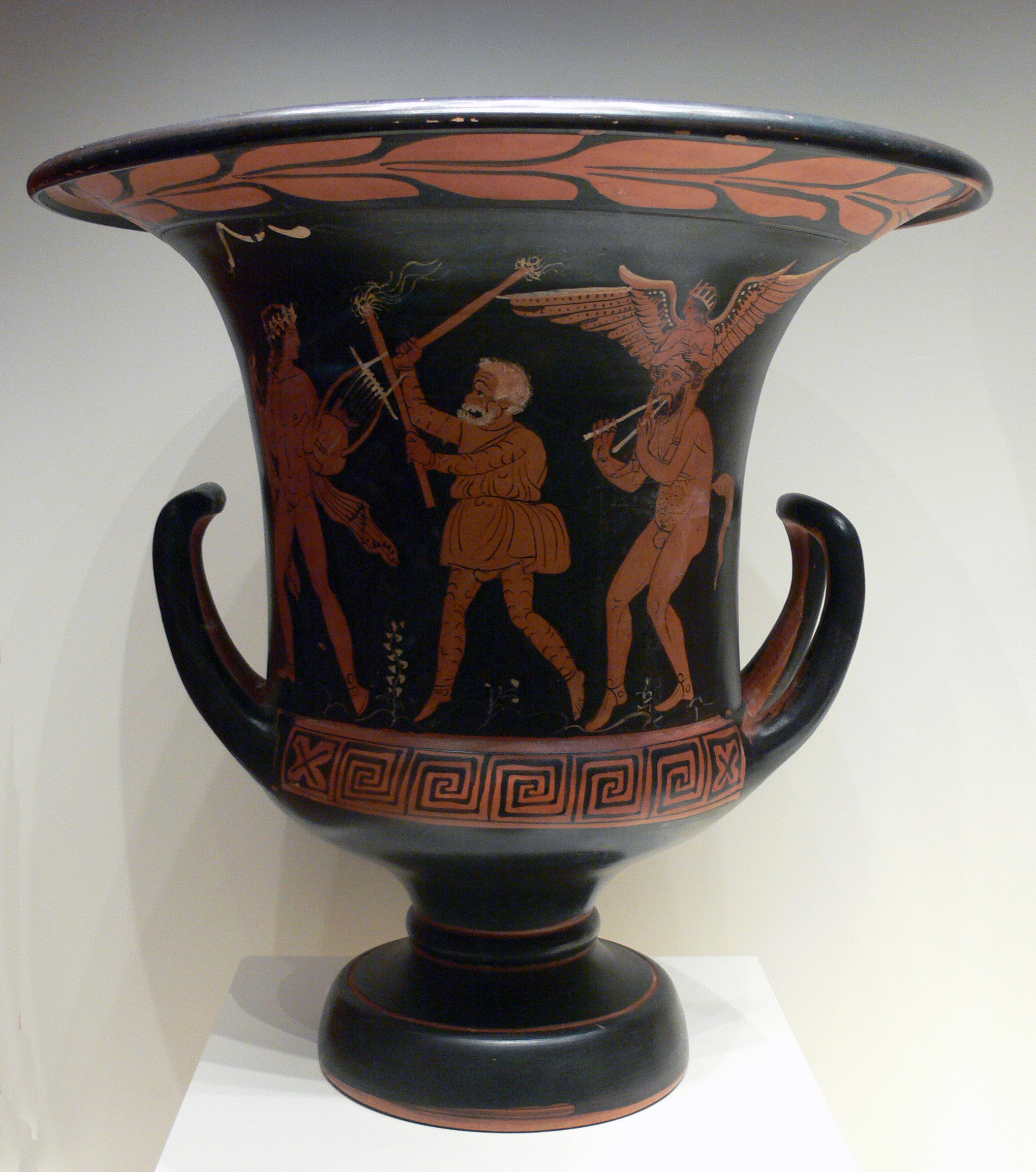
기원전 360년 경의 크라테르. 캘리포니아의 게티 빌라
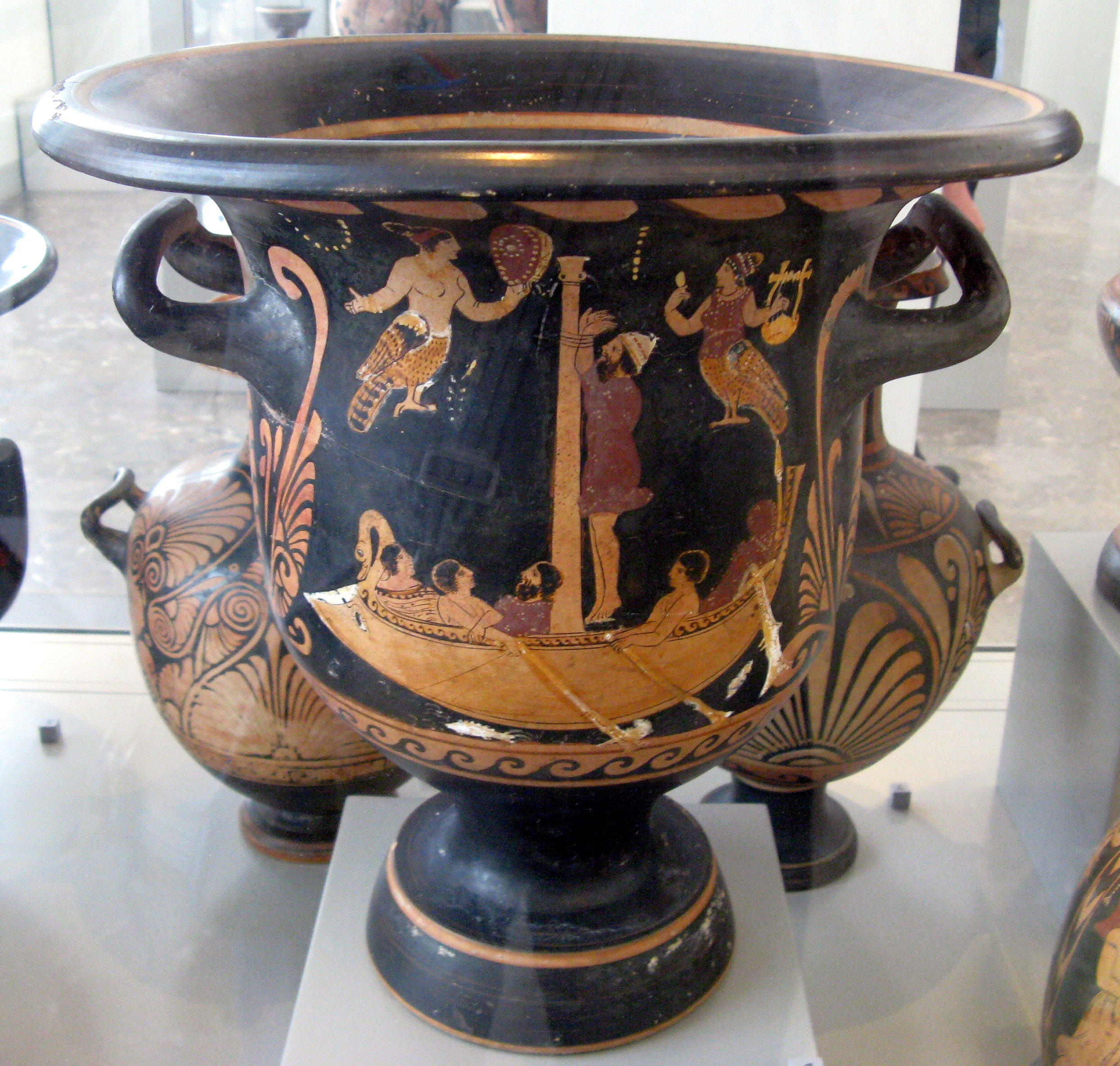
종형 크라테르에 그린 오디세우스와 세이렌, 피톤(Python)의 작품, 기원전 330년, 베를린 고고학 컬렉션
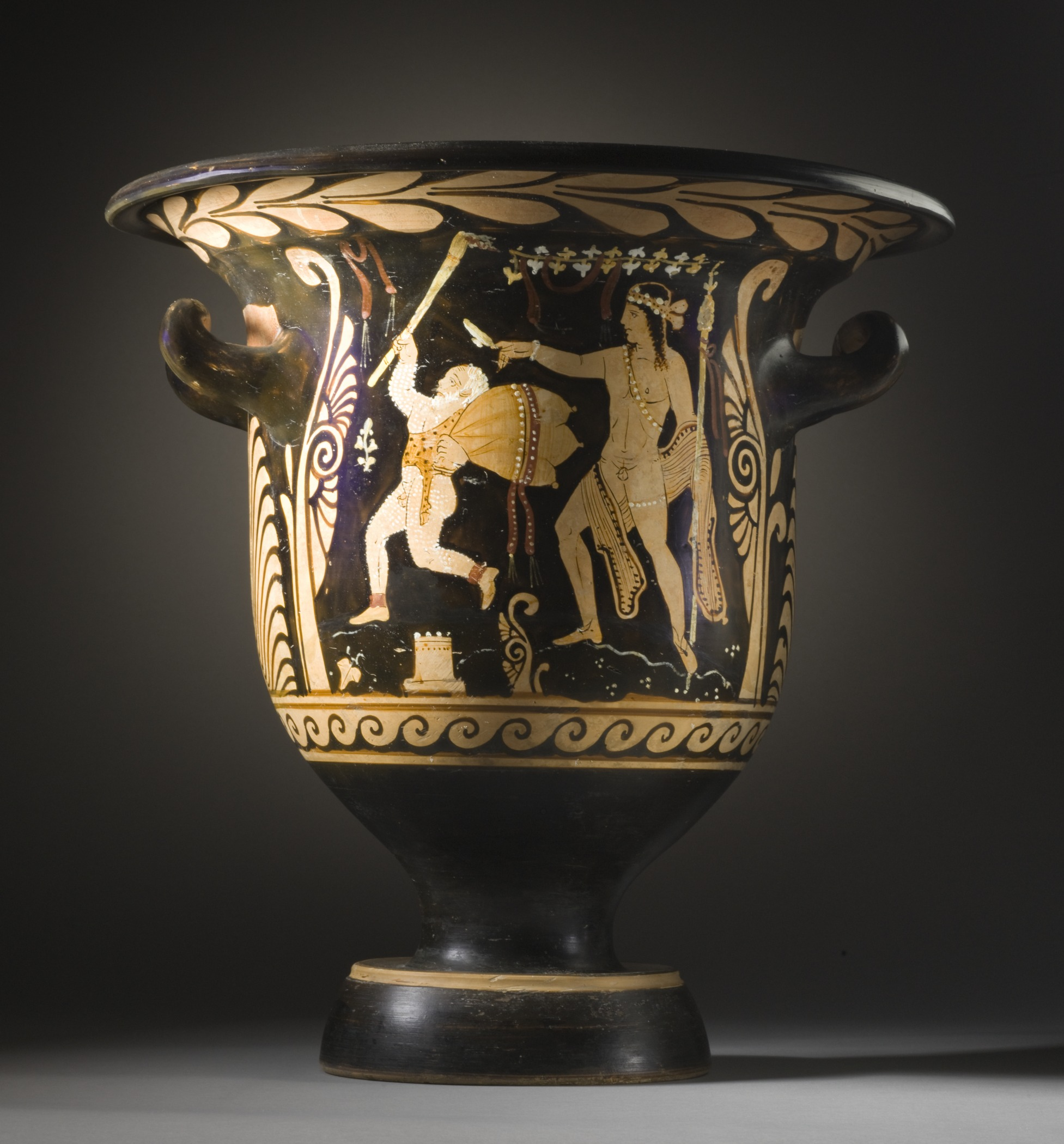
종형 크라테르에 그린 늙은 사티로스와 그를 따라가는 디오니소스, 피톤(Python)의 작품, 기원전 350–325년, 로스앤젤레스 카운티 미술관
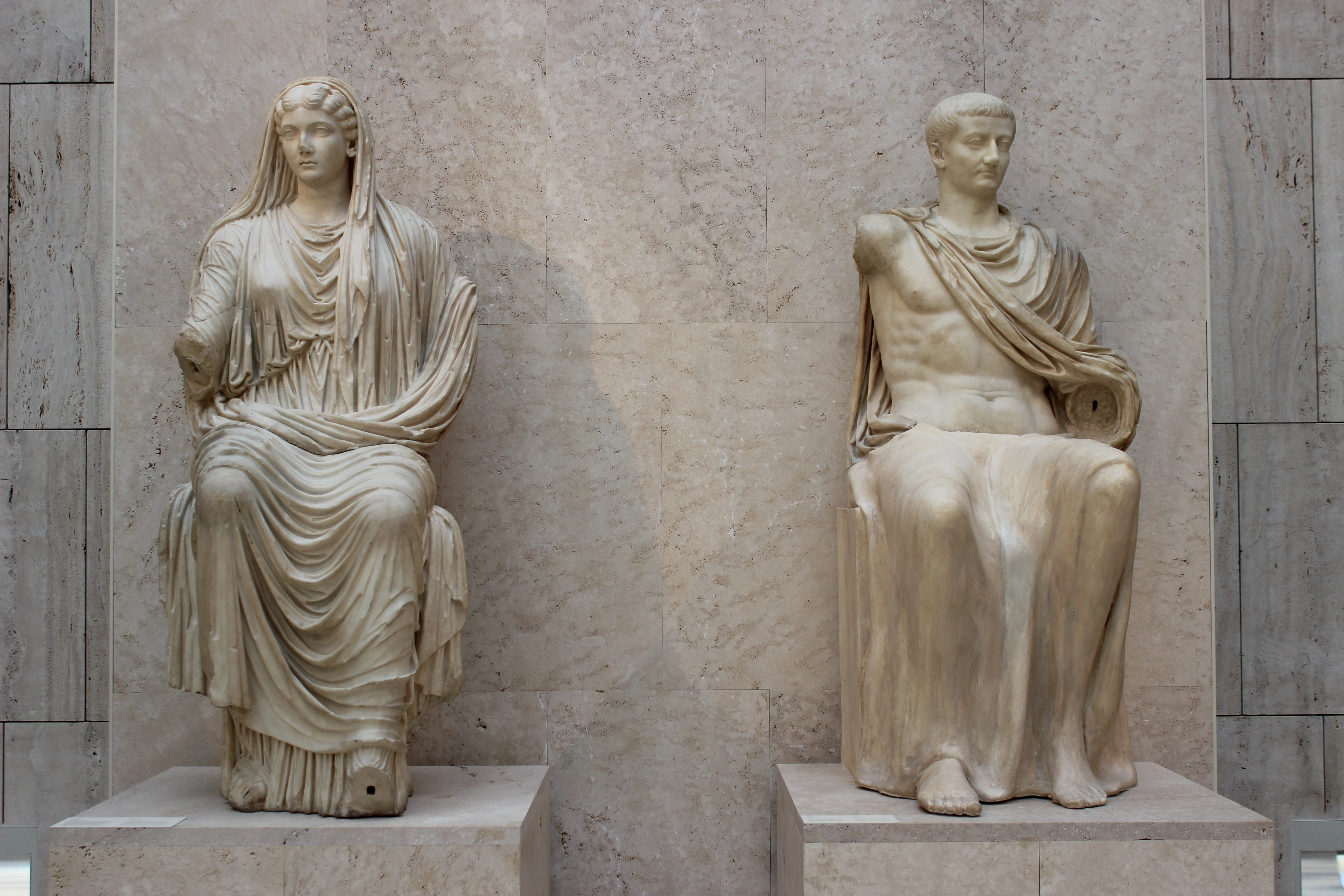
리비아와 티베리우스상, 기원후 30년, 스페인 국립 고고학 박물관

### 국립 고고학 박물관
국립 파에스툼 고고학 박물관의 주요 전시물로는 셀레 유적의 메토프, 다이빙하는 사람의 무덤, 헤로온의 부장품 등이 있다. 또한 테라코타로 만든 건물 장식과 신상, 도기 유물 등을 전시하고 있다.

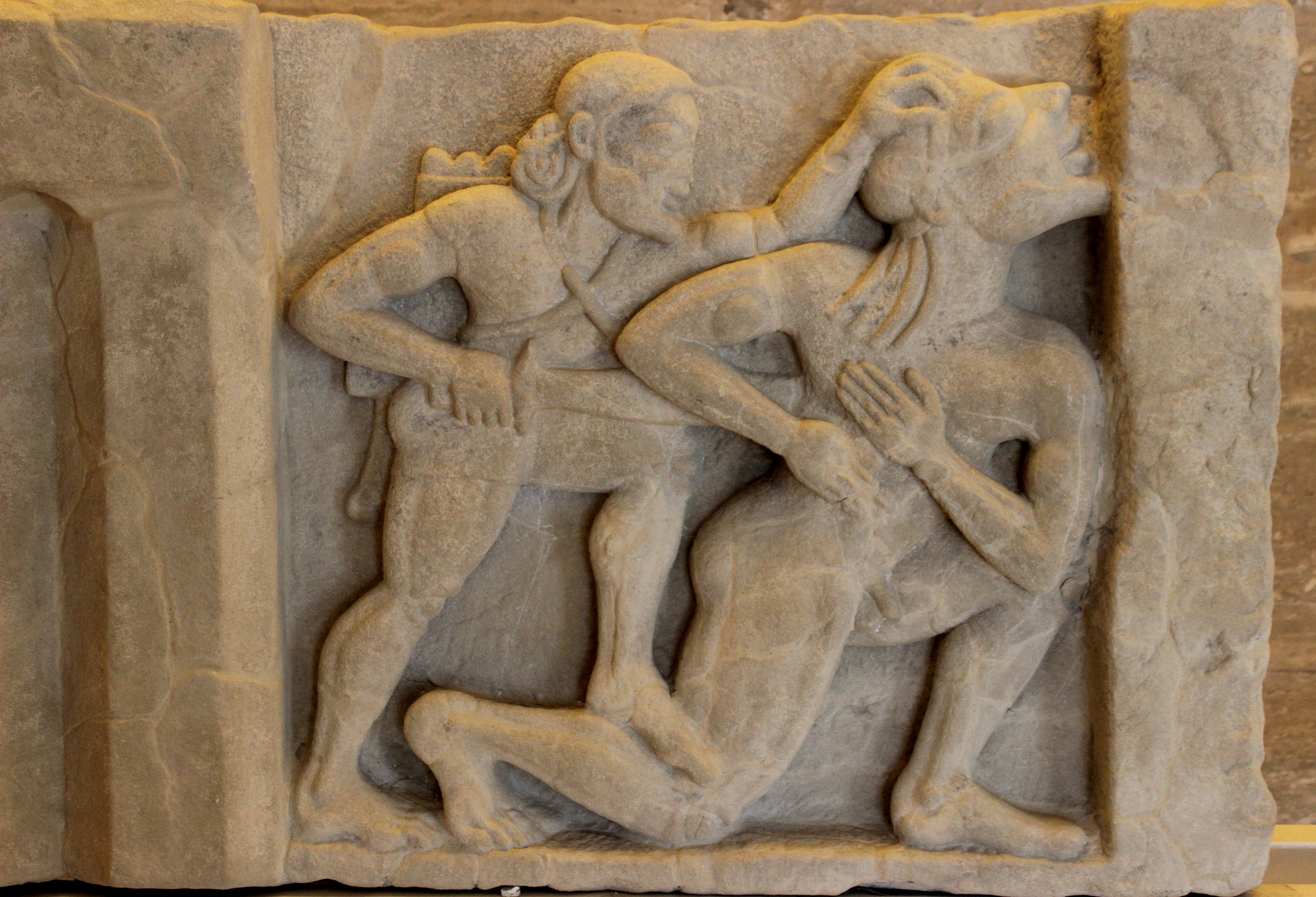
셀레 메토프의 헤라클레스가 알키오네우스를 죽이는 장면, 기원전 6세기
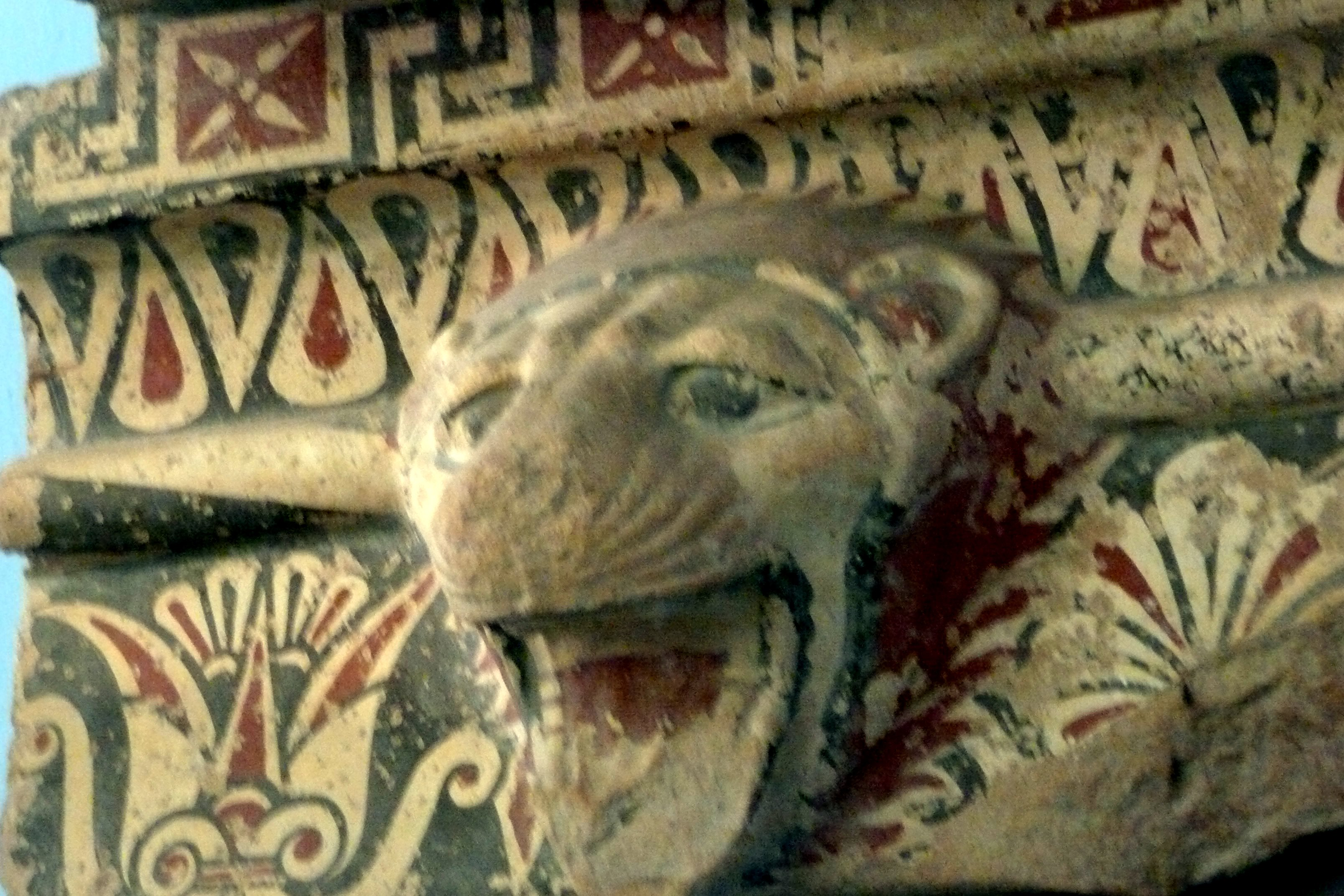
여러 색을 칠한 사자 머리 테라코타 장식, 헤라 신전, 기원전 6세기 후기
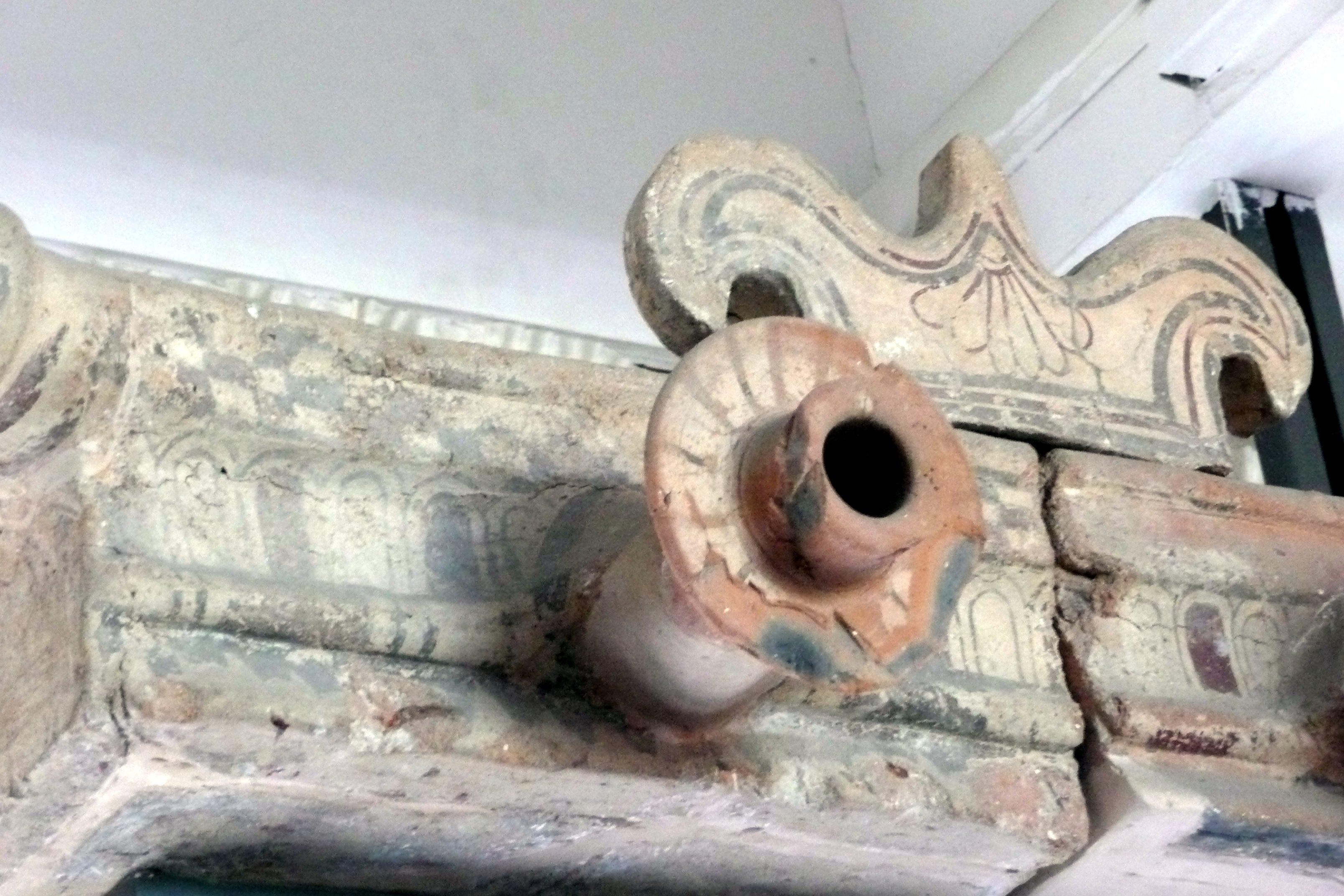
아테나 신전의 채색 테라코타 장식, 기원전 500년
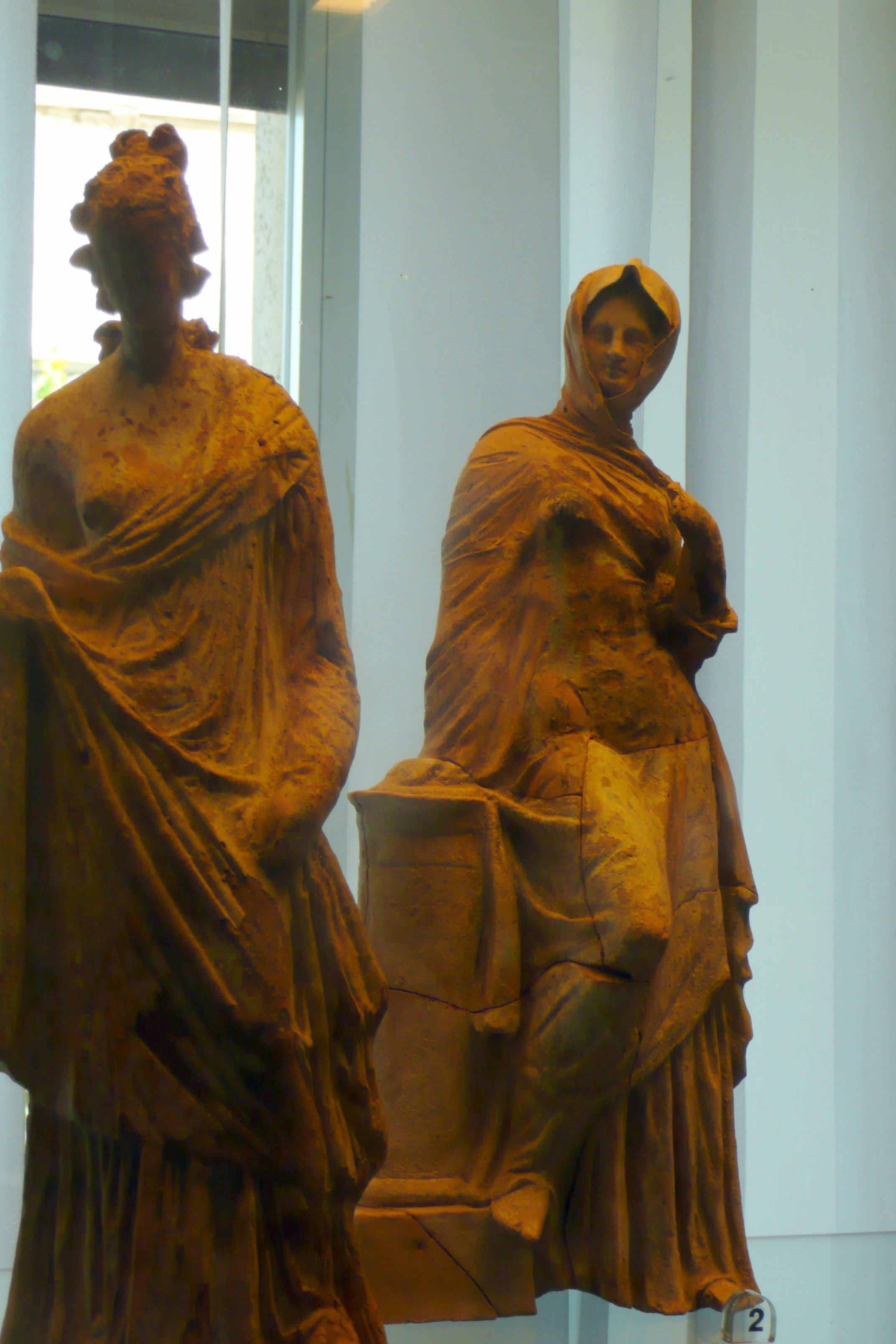
헬레니즘 시대의 테라코타상

## 역사

### 설립

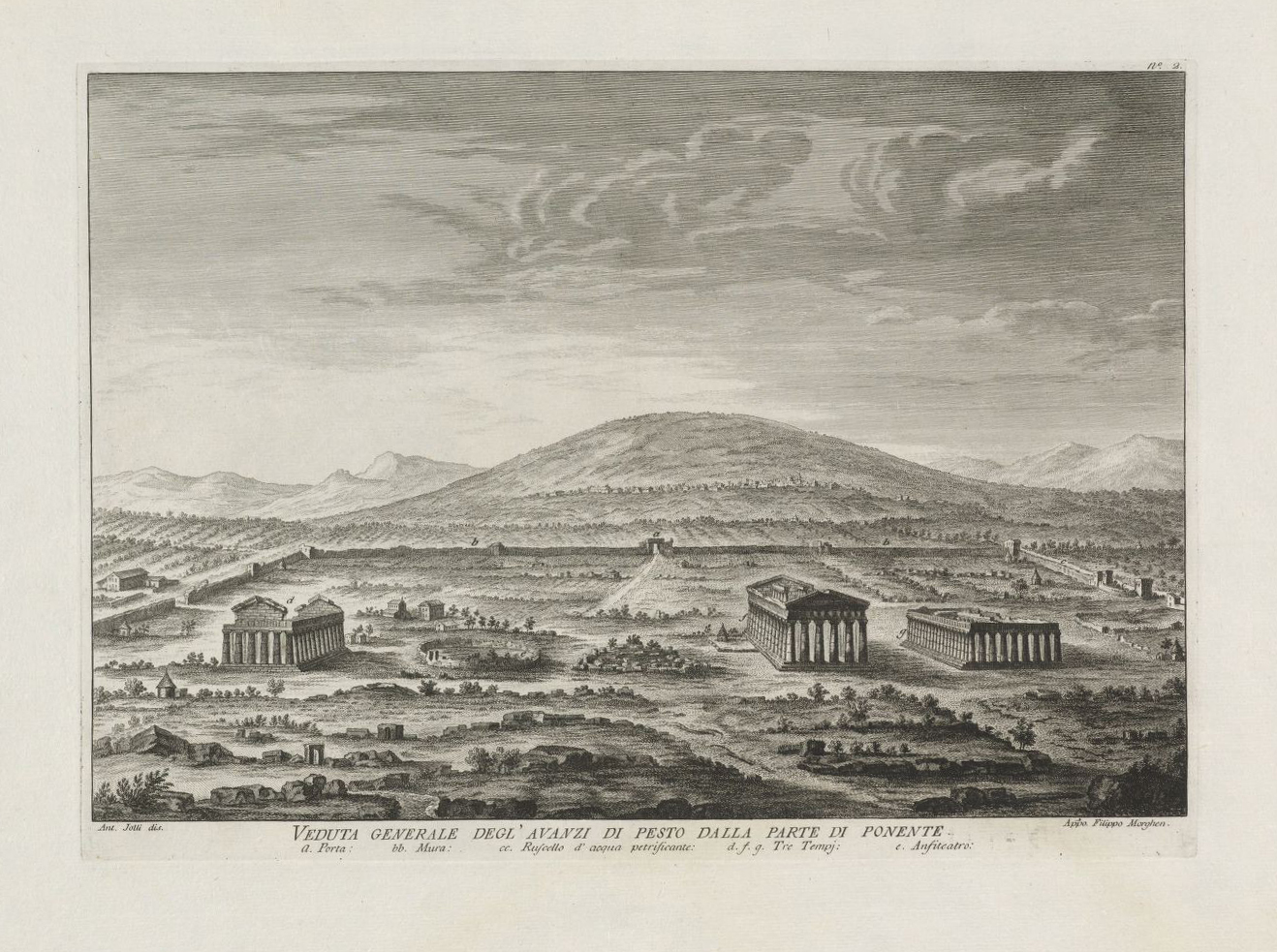
파에스툼의 광경, 1769년

스트라본은 시바리스(Sybaris) 출신의 아카이아인들이 포세이도니아(Poseidonia)라는 이름으로 처음 도시를 세웠다고 하였다. 개척자들은 처음에는 바다 가까이에 요새를 세웠고, 이후 내륙의 보다 높은 지대에 도시를 세우기로 결정하였다. 최초의 요새는 지금의 아그로폴리가 있는 포세이도니아의 남쪽 곶에 세워졌을 것으로 추정된다. 전승에 의하면, 그곳에는 포세이돈을 모시는 성소가 있었으며, 그 이름을 따서 도시의 이름을 지은 것이라고 한다. 포세이도니아가 세워진 시기에 대한 기록은 없으나, 고고학적 조사에 의하면 대략 기원전 600년 경으로 추측된다.
아리스토텔레스는 시바리아에서 아카이아인들이 추방한 트리지나인들이 도시를 함께 세웠다고 하였다. 그 후 솔리누스(Gaius Julius Solinus)는 파에스툼이 도리아 식민도시라고 하였고 스트라본은 트리지나가 한때 포세이도니아로 불렸다고 하였다. 결과적으로 트리지나인들이 파에스툼을 세웠다는 일련의 주장들은 아리스토텔레스의 언급에 근거한 것이었다. 한편 시바리아인들이 포세이도니아를 세우는 과정에 도리스인들의 도움을 받았다는 가설도 존재한다.

### 그리스 시대

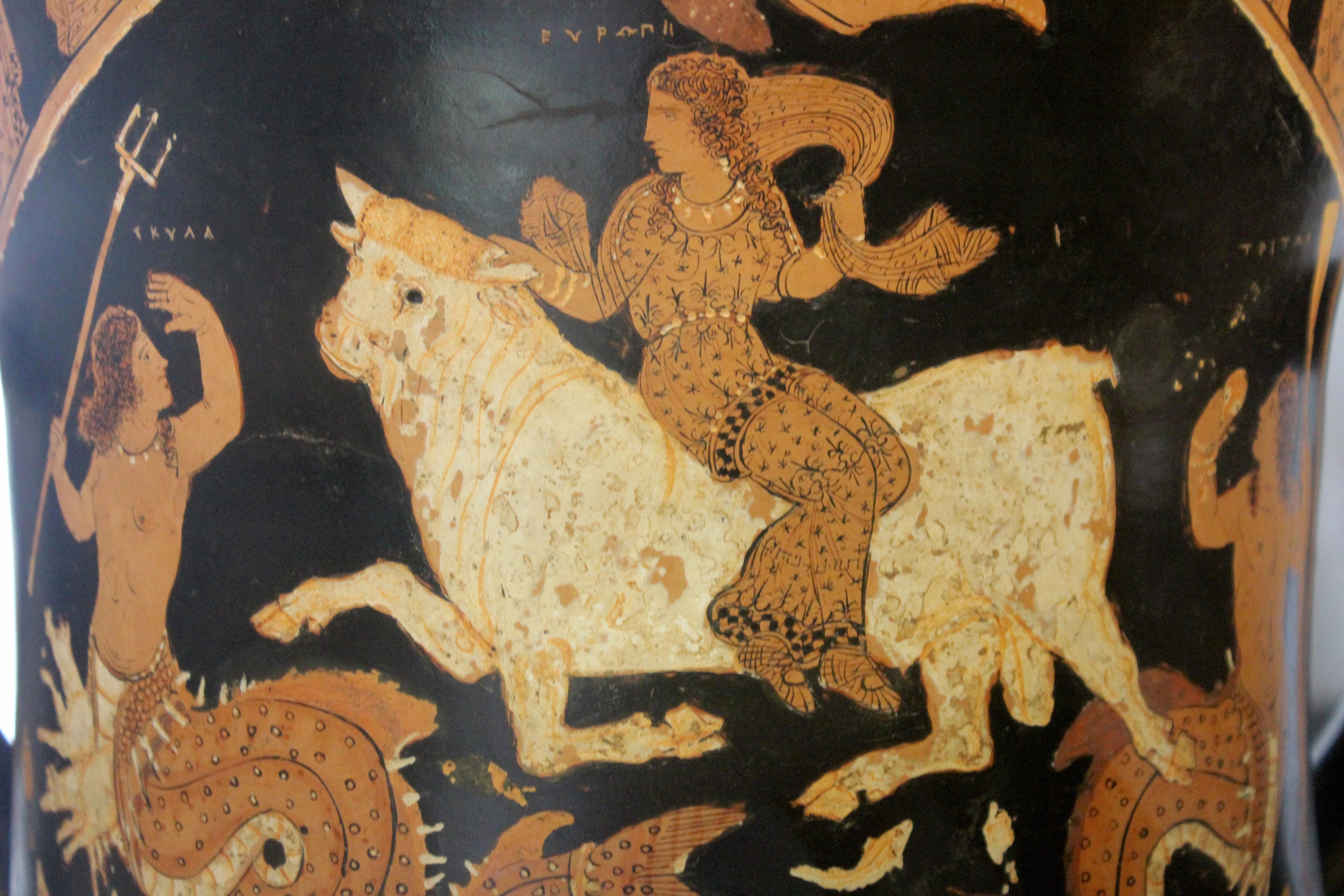
에우로페를 묘사한 크라테르, 기원전 350년

기원전 6세기에서 기원전 5세기 사이에는 메타폰토(Metaponto)와 가까운 관계를 유지하였음이 주화, 건축물, 신상과 같은 유물에서 확인된다.
포세이도니아는 기원전 510년 크로토네가 시바리스를 정복하였을 때, 그 난민들을 수용하였던 것으로 추정된다. 기원전 5세기 초의 포세이도니아의 주화에서 아카이아의 도량형을 수용하였고, 시바리아 주화에서 볼 수 있는 황소 장식이 나타나기 때문이다. A. J. 그레이엄은 난민의 수가 포세이도니아인과 시바리스인 사이에 심폴리테이아(Sympoliteia) 형식의 통합(synoecism)을 이루기에 충분하였을 것으로 추정한다.

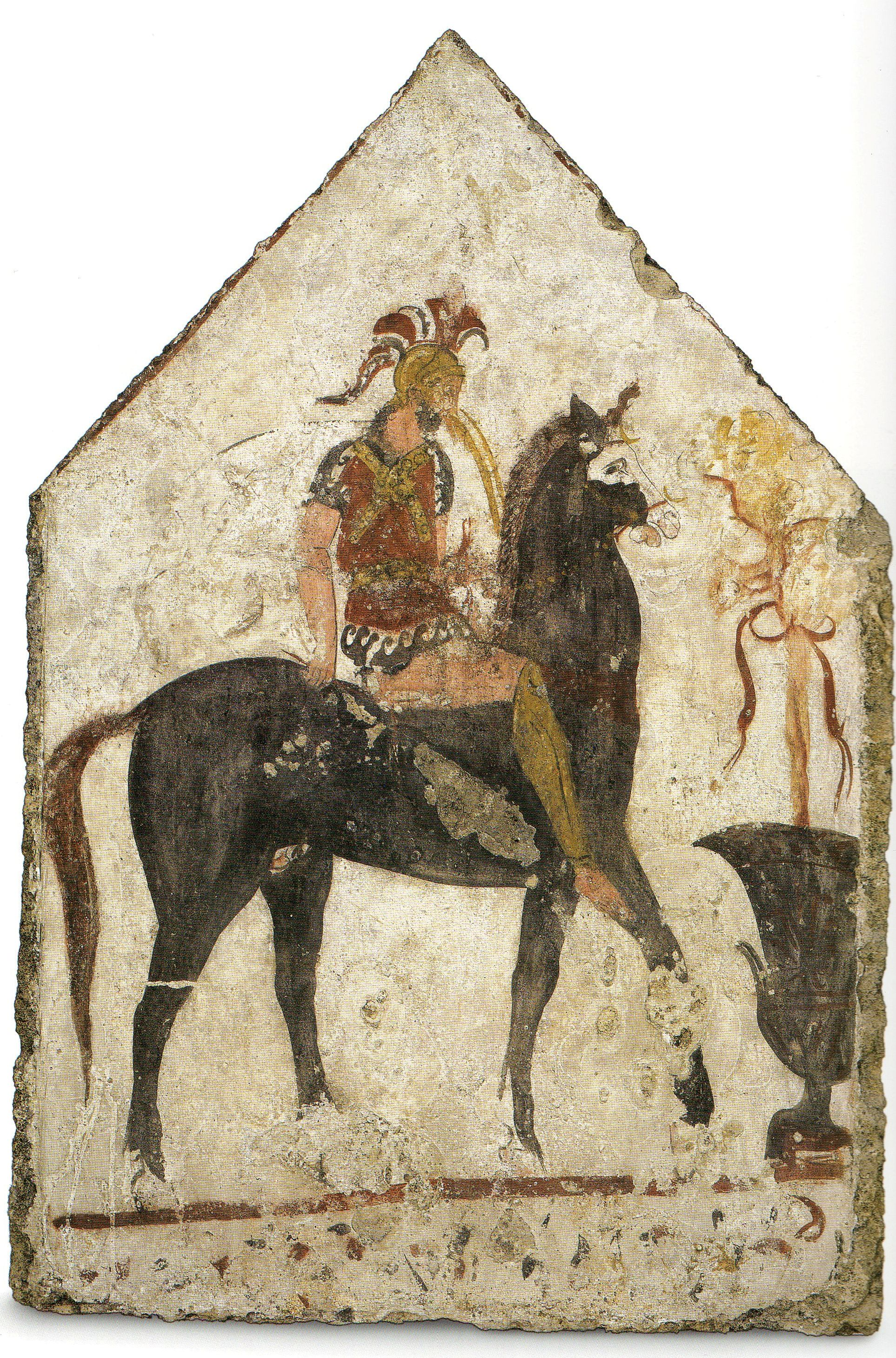
무덤에서 발견된 프레스코화, 기원전 340년

포세이도니아는 기원전 452/1년에서 기원전 446/5년 사이 시바리스를 재건하는 과정에 큰 역할을 하였을 것으로 보인다. 이 시기의 시바리스 주화가 포세이도니아의 주화와 매우 유사하다는 점이 그 증거이다. 이것은 아마도 시바리스의 재건 과정에서 다른 세력(serdaioi)과의 우호조약을 체결하는 과정에서 포세이도니아가 조약의 보증을 섰기 때문으로 추정된다.

### 루카니인의 지배

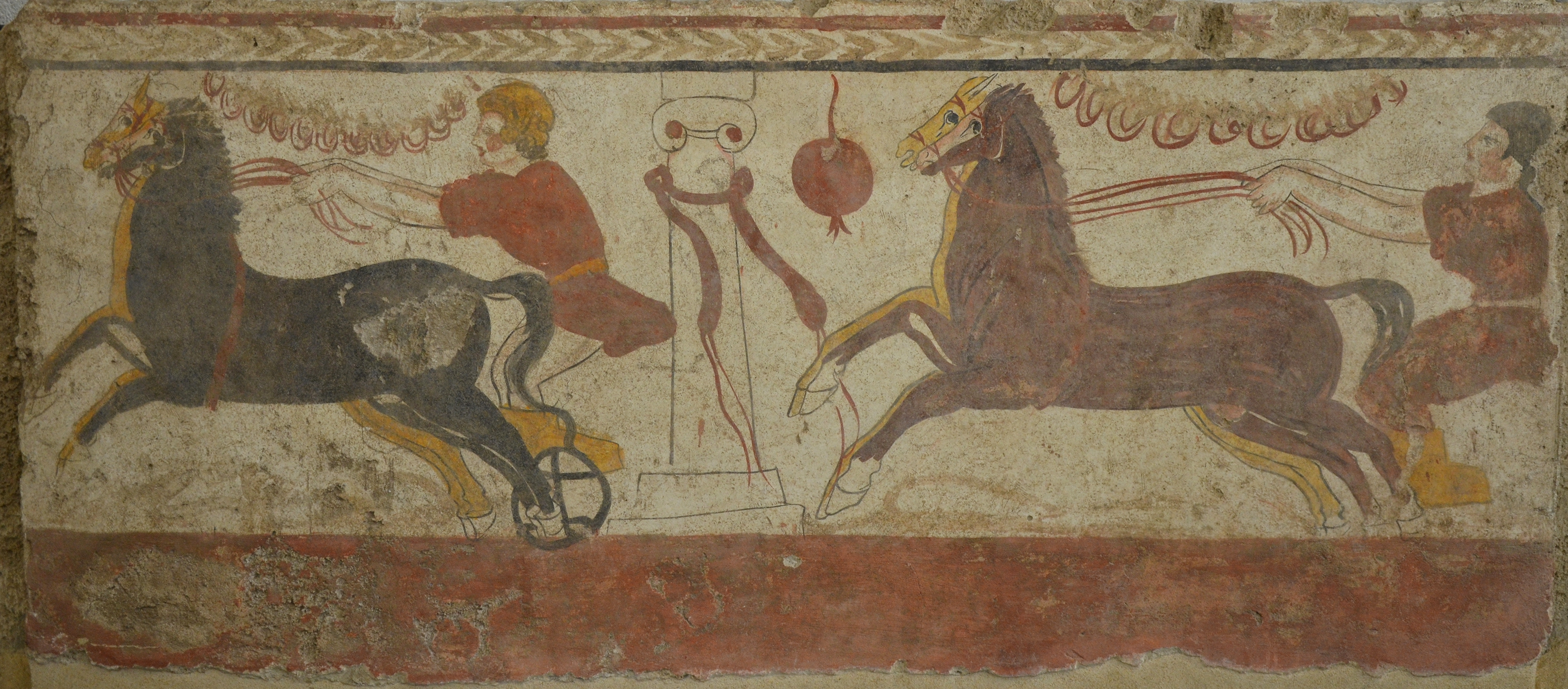
전차 경주의 프레스코화, 기원전 3세기

스트라본은 기원전 5세기경 파에스툼이 루카니인들에게 정복되었다고 언급하였다. 고고학적 조사에 의하면, 이 시기에는 그리스 문화와 오스키인의 문화가 함께 공존했던 것으로 나타났다.

### 로마 시대와 이후의 쇠락
피로스 전쟁 당시 로마에 반하여 피로스의 편에 선 이후 기원전 273년, 파에스툼이라는 이름으로 로마에 복속되었다.
파에스툼은 이후 고대 카르타고의 한니발이 이탈리아를 침공하였을 때에는 로마에 충성하였으며, 그 결과 독자적인 화폐 주조권과 같은 특권을 누렸다. 로마 제국 시기에도 번성하였으며, 기원후 400년에는 교구가 설치되었다.
나폴리와 그 근교 지방들처럼 파에스툼에서도 그리스 방언이 지속적으로 통용되었을 것으로 여겨진다. 기원후 4~7세기 사이에는 도시가 쇠락하였고, 중세에는 버려져 폐허가 되었다. 도시가 쇠락한 것은 배수가 불량해지면서 늪지대가 형성되고, 모기떼에 의한 말라리아가 창궐하였기 때문으로 추정된다. 또한 사라센인 해적들의 침략과 납치 또한 결정적 원인이었다. 남아있던 주민들은 절벽 위에 있어 방비하기 유리한 아그로폴리로 이주하였고, 버려진 마을은 해적 소굴이 되기도 하였다. 이후 파에스툼은 완전히 폐허가 되었으며, 로베르 기스카르가 석재를 헐어내어 살레르노 성당을 짓기도 하였다.

### 재발견

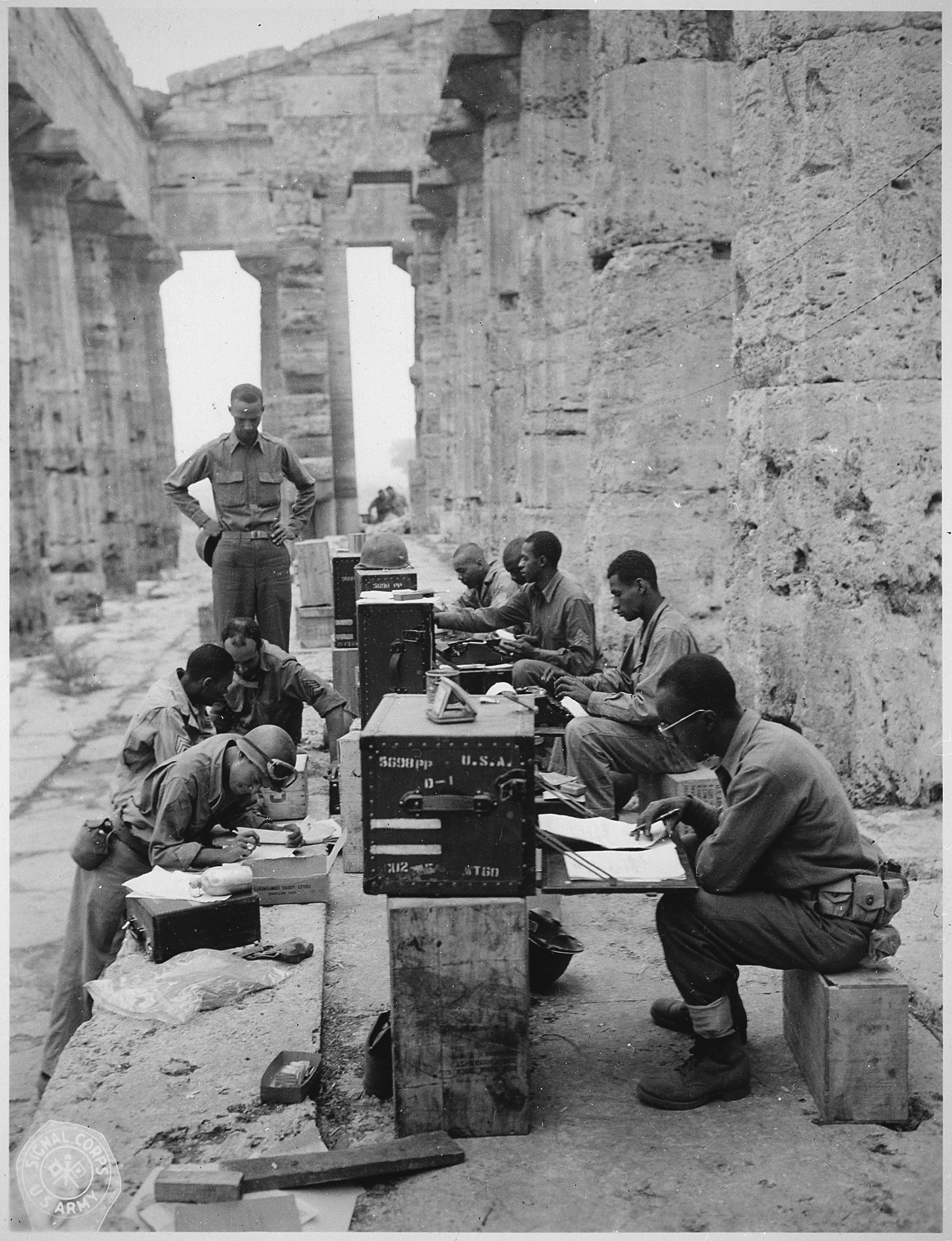
두번째 헤라 신전의 도리스식 기둥 사이에서 일하는 군인들, 1943년

### 제2차 세계 대전
제2차 세계 대전 시기 1943년 9월, 파에스툼 해변에 미국 제36보병사단이 상륙하였다. 미군이 상륙하자마자 독일군이 저항하였고, 독일군이 북쪽으로 퇴각하기까지 9일간 마을 곳곳에서 전투가 계속되었다. 연합군은 양군 모두 파에스툼의 신전은 폭격하지 않는다는 것을 알았기 때문에 신전에 적십자 텐트를 세우고 응급처치를 하였다.

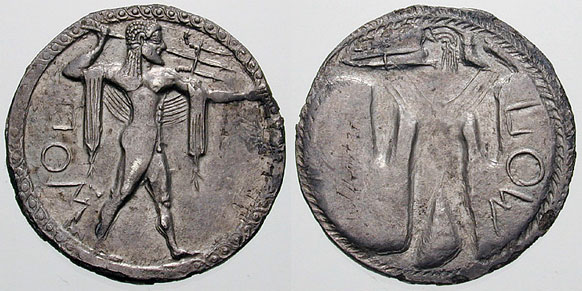
포세이도니아의 노미스마, 기원전 530년~기원전 500년. 포세이돈이 어깨에 클라미스를 두르고 삼지창을 휘두르고 있다.

## 주화
파에스툼에서는 기원전 550년부터 주화를 만들었다. 모두 기념주화로, 삼지창을 든 포세이돈 장식이 되어있다. 기념주화 발행은 티베리우스 시기까지 계속되었다. 명확한 이유는 알 수 없으나, 기원전 89년의 원로원 칙령으로 이탈리아 내의 주조권을 일원화한 이후에도 파에스툼만은 독자적으로 동전을 주조하는 것이 허용되었다. 이후 발행된 주화에 새겨진 "P. S. S. C." (Paesti Signatum Senatus Consulto)라는 명문이 이를 증명한다.

## 같이 보기
- 고대 그리스 건축
- 그리스 신전

## 추가 문헌
- Amato, Vincenzo (2009). “Geomorphology and geoarchaeology of the Paestum area: modifications of the physical environment in historical times”. 《Méditerranée》 (112): 129–135. doi:10.4000/mediterranee.3376.
- Bunbury, Edward Herbert (1854). 〈Paestum〉.   Smith, William. 《Dictionary of Greek and Roman Geography》.
- Cipriani, Marina (1996). 《The Lucanians in Paestum》. Sirene 1. Paestum: Fondazione Paestum. ISBN 978-88-86884-02-0.
- Greco, Emanuele (2006). 《Archaeological and Historical Guide to the Excavations, the Museum and the Antiquities of Poseidonia and Paestum》. Taranto: Scorpione editrice.
- Greco, Emanuele (1993). 《Paestum: A Guide with Reconstructions of Ancient Monuments》. Past & Present (이탈리아어) 171. Vision SRL. ISBN 978-88-8162-016-6.
- Higginbotham, James (2012). 〈Paestum (Poseidonia)〉. 《The Encyclopedia of Ancient History》. Blackwell Publishing Ltd. doi:10.1002/9781444338386.wbeah16104. ISBN 978-1-4443-3838-6.
- Horsnaes, Helle W. (2002). 《The Cultural Development in North Western Lucania c. 600–273 BC》. Analecta Romana Instituti Danici Supplementum 28. Rome: L'Erma di Bretschneider. ISBN 978-88-8265-194-7.
- Pedley, John Griffiths (1990). 《Paestum: Greek and Romans in Southern Italy》. New Aspects of Antiquity. London, England: Thames & Hudson. ISBN 978-0-500-39027-6.
- Strabo, Geographica 6.1
- Wonder, John W. (2002). “What Happened to the Greeks in Lucanian-Occupied Paestum? Multiculturalism in Southern Italy”. 《Phoenix》 56 (1/2): 40–55. JSTOR 1192469.